# Muzeul Grăniceresc Năsăudean
Muzeul Grăniceresc Năsăudean este unul dintre punctele de atracție ale orașului Năsăud. Colecția muzeului cuprinde repere istorice și etnografice locale.

## Descriere
Clădirea este monument istoric datând din secolul al XVIII-lea, fiind fostul sediu al cazarmei Regimentului II românesc de graniță. Muzeul Năsăudean cuprinde o secție de artă populară și etnografie (unelte și piese de port specifice văii Someșului Mare) și o alta legată de personalități din teritoriul grăniceresc năsăudean. Colecția mai cuprinde valori medalistice donate de Iuliu Moisil, plante clasificate de către A. P. Alexi și de Florian Porcius, pictură de Sever Mureșanu, ierbare. Înființat din inițiativa unor intelectuali năsăudeni are la bază colecțiile lui Iuliu Moisil, Iulian Marțian și Virgil Șotropa. În 1937 aceste colecții sunt puse sub egida Arhivelor Statului - Subdirecția Năsăud. Muzeul este reorganizat în 1946 și mutat în clădirea "Svarda", monument istoric. În 1951 fondurile acestei instituții se despart, constituindu-se din acestea Filiala Arhivelor Statului, Filiala Bibliotecii Academiei și Muzeul Năsăudean.

## Exponate
Deține colecții de etnografie: artă populară, port, obiecte tradiționale; istorie: obiecte aparținând Regimentului 2 Românesc de Graniță, arme de foc, numismatică, arme albe; arheologie: artefacte din toate epocile istorice, din descoperiri întâmplătoare și sistematice; științele naturii: herbare aparținând botanistului Florian Porcius; artă: pictură veche românească (sec. XVIII-XIX).

## Imagini din exterior

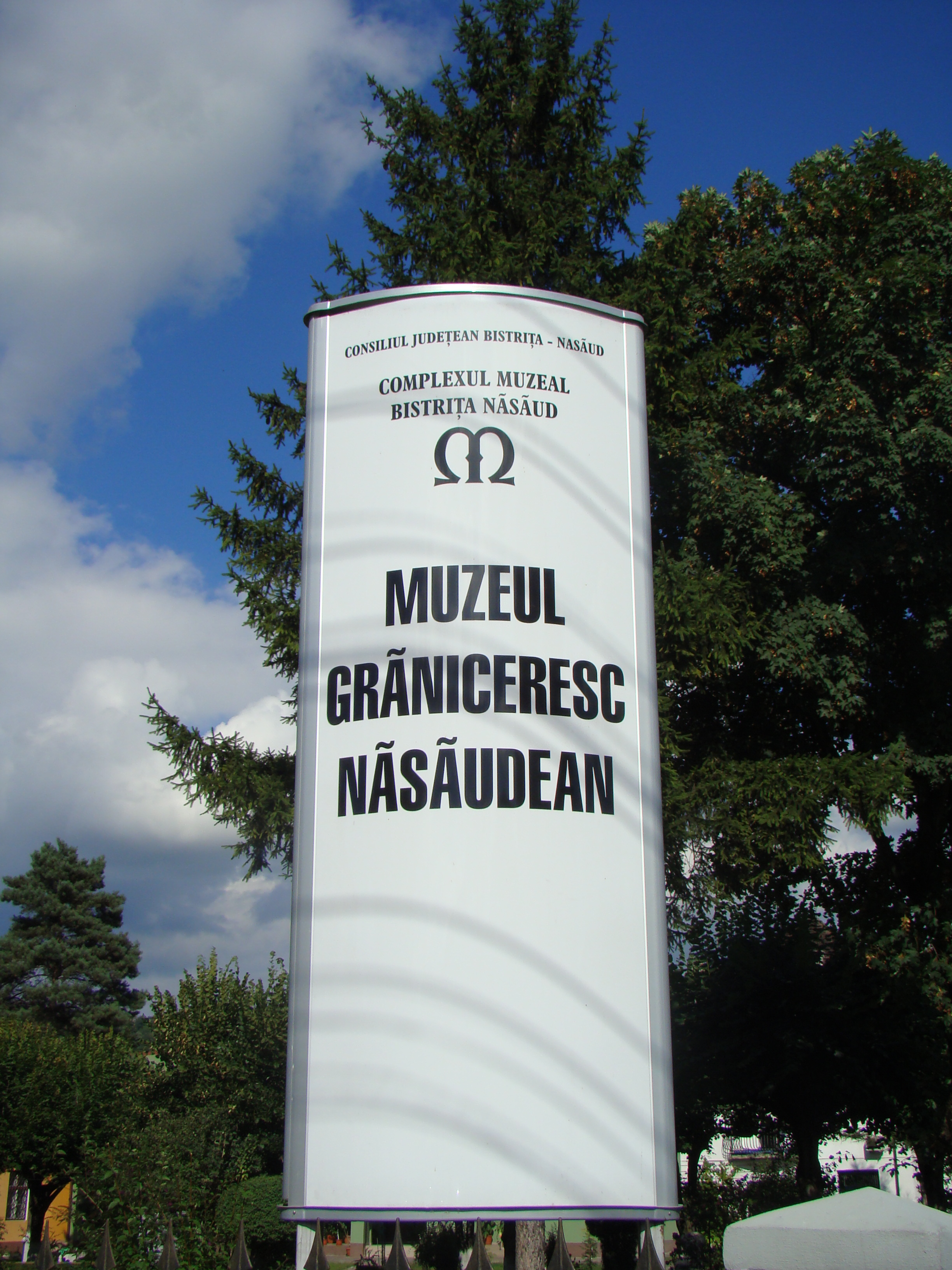
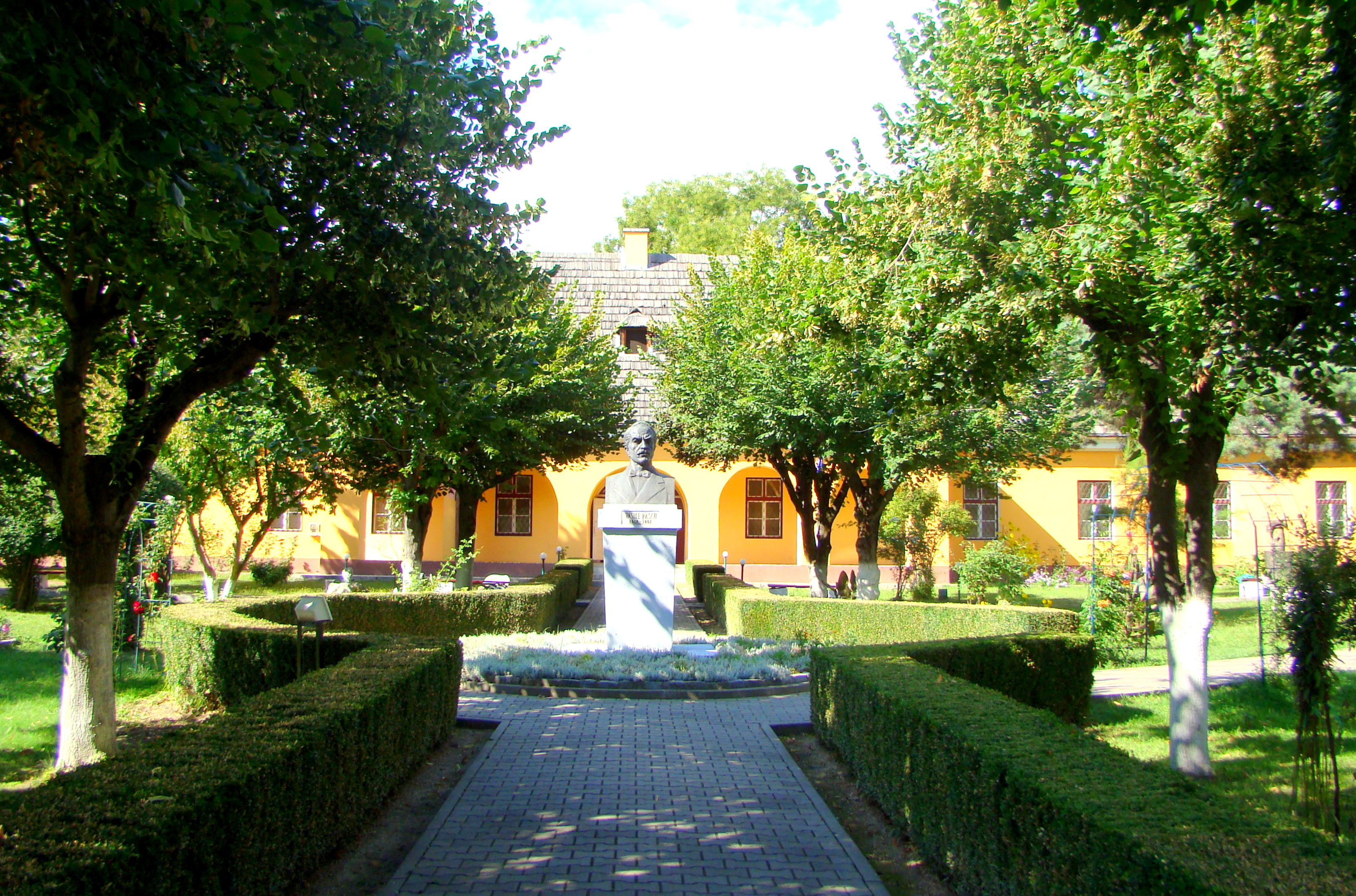
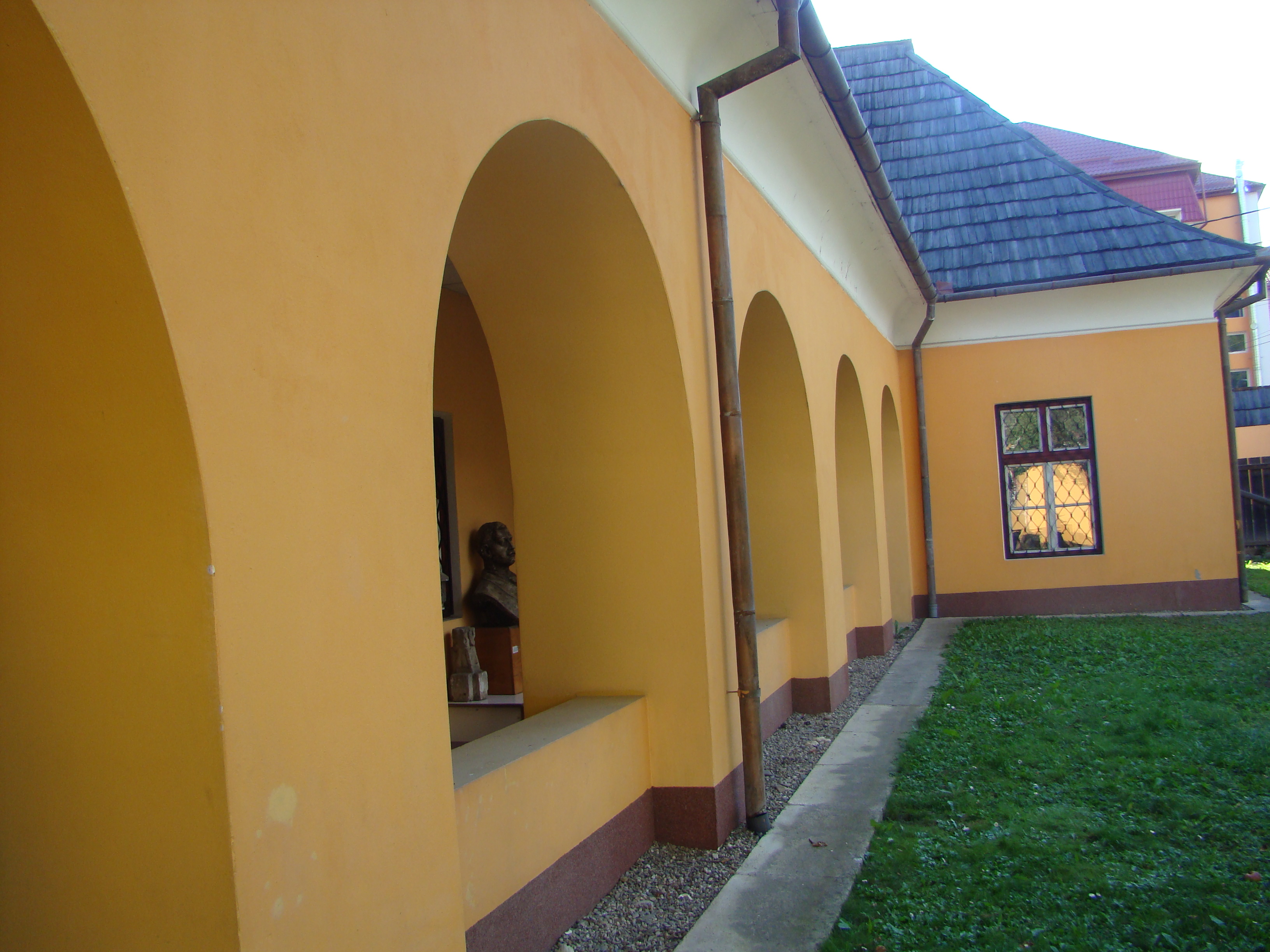
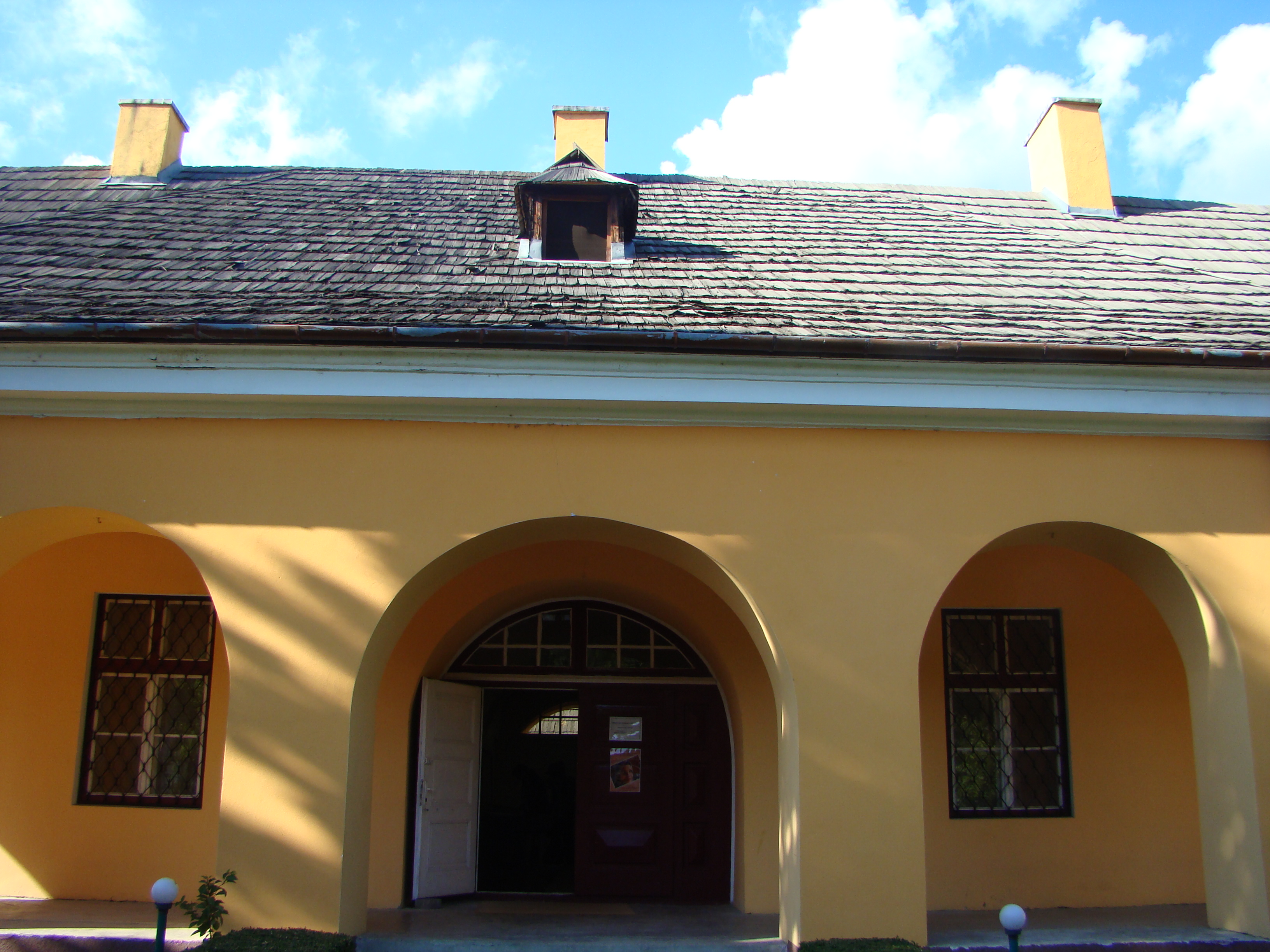
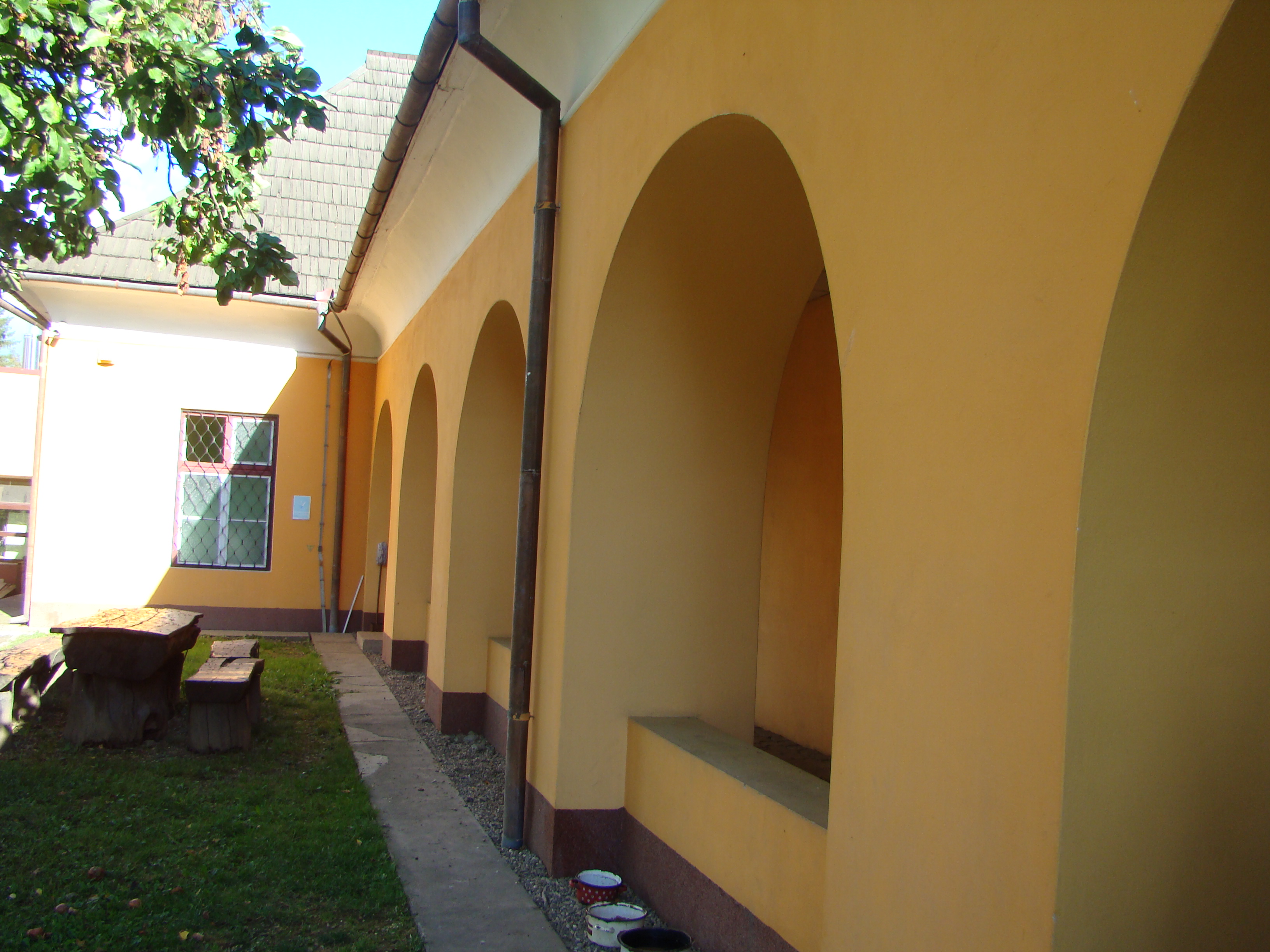
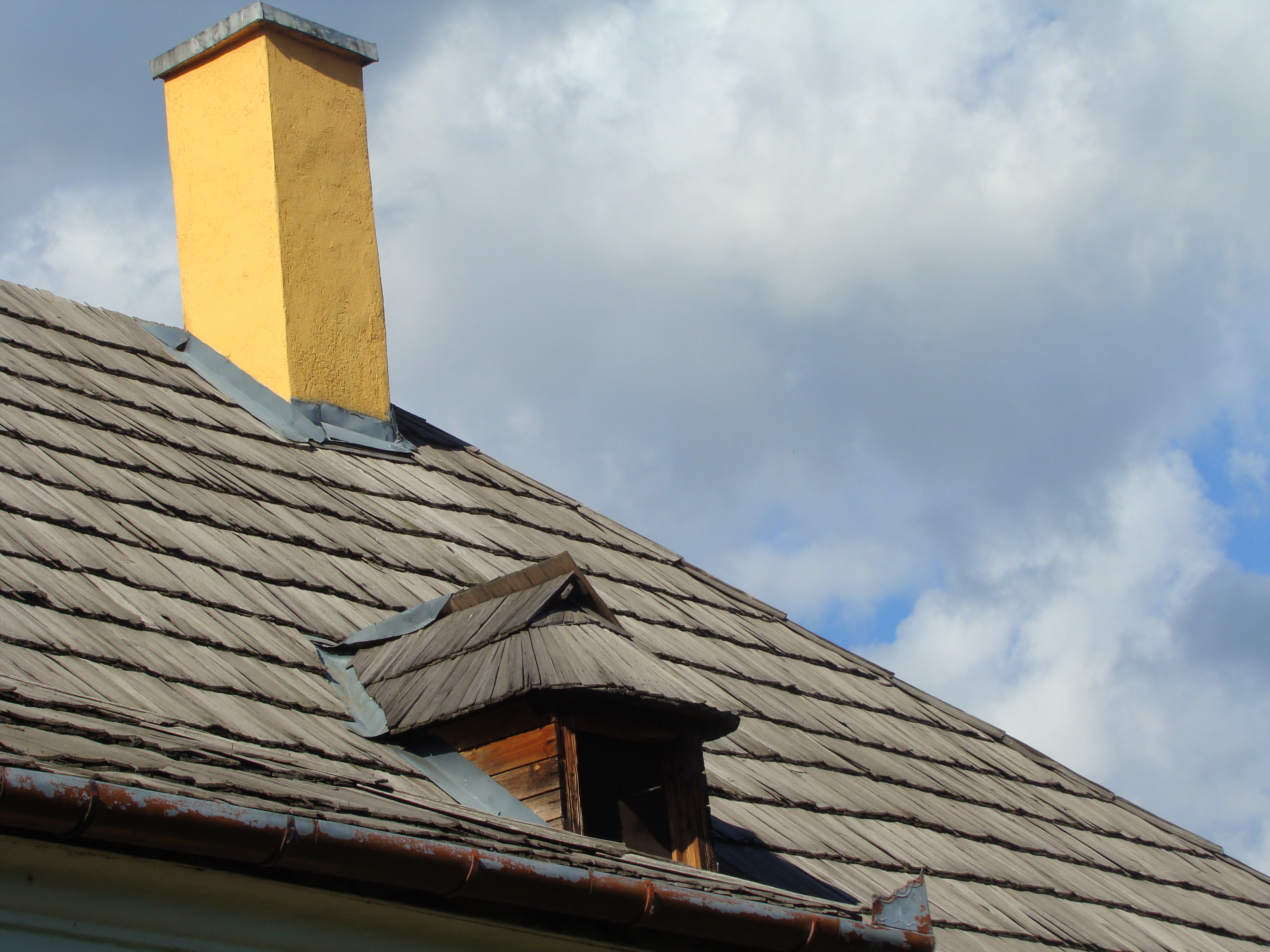
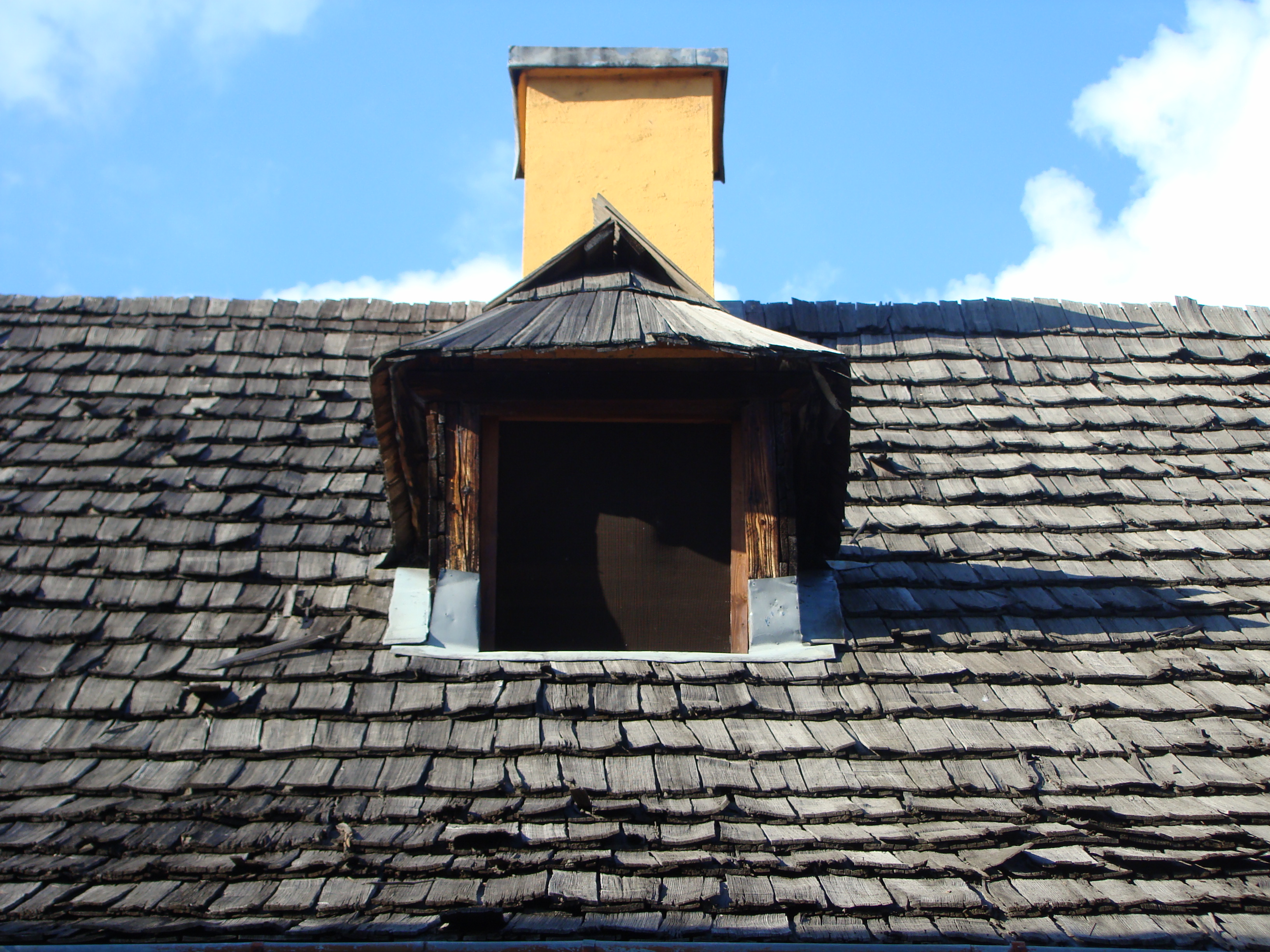
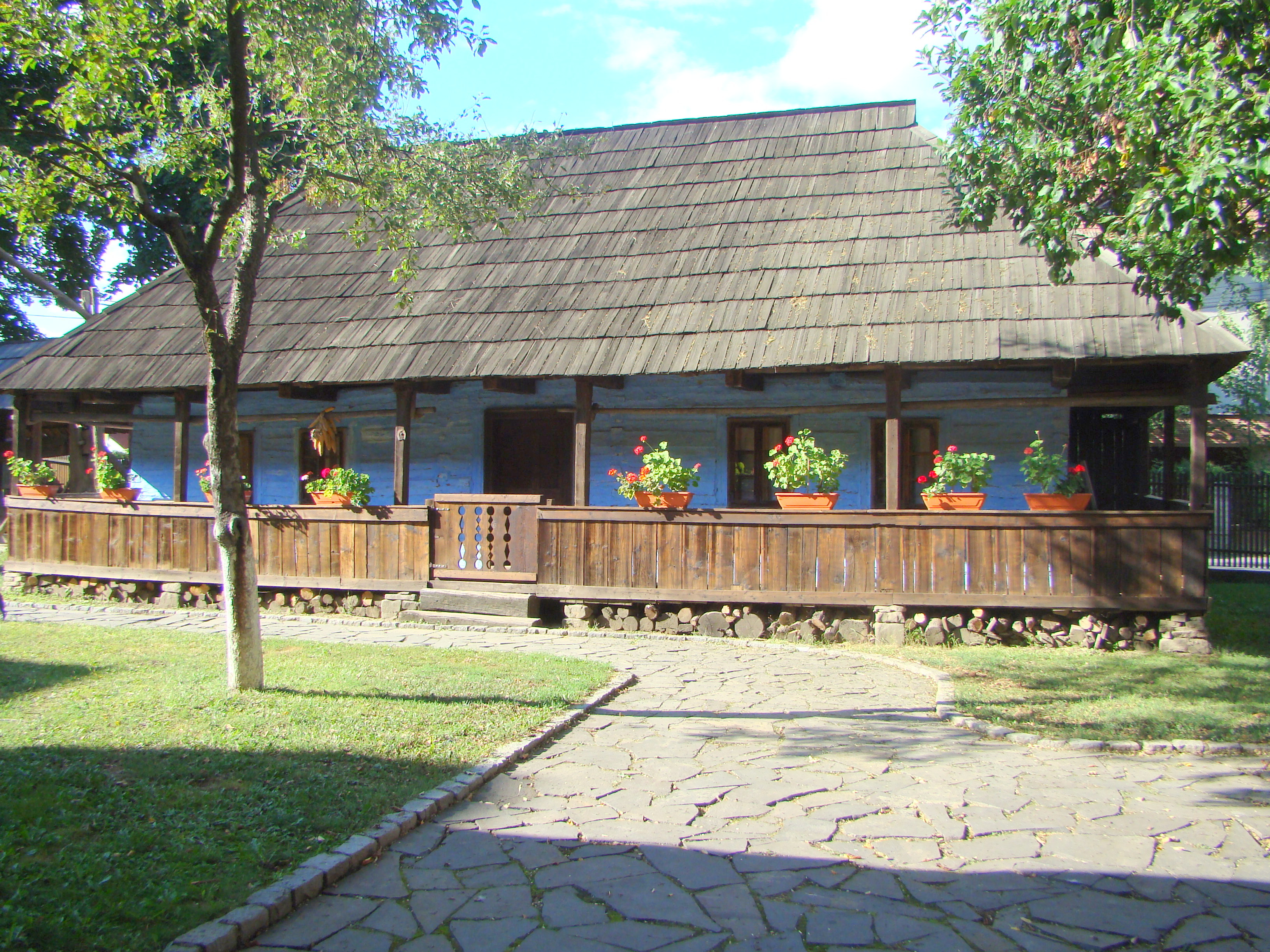
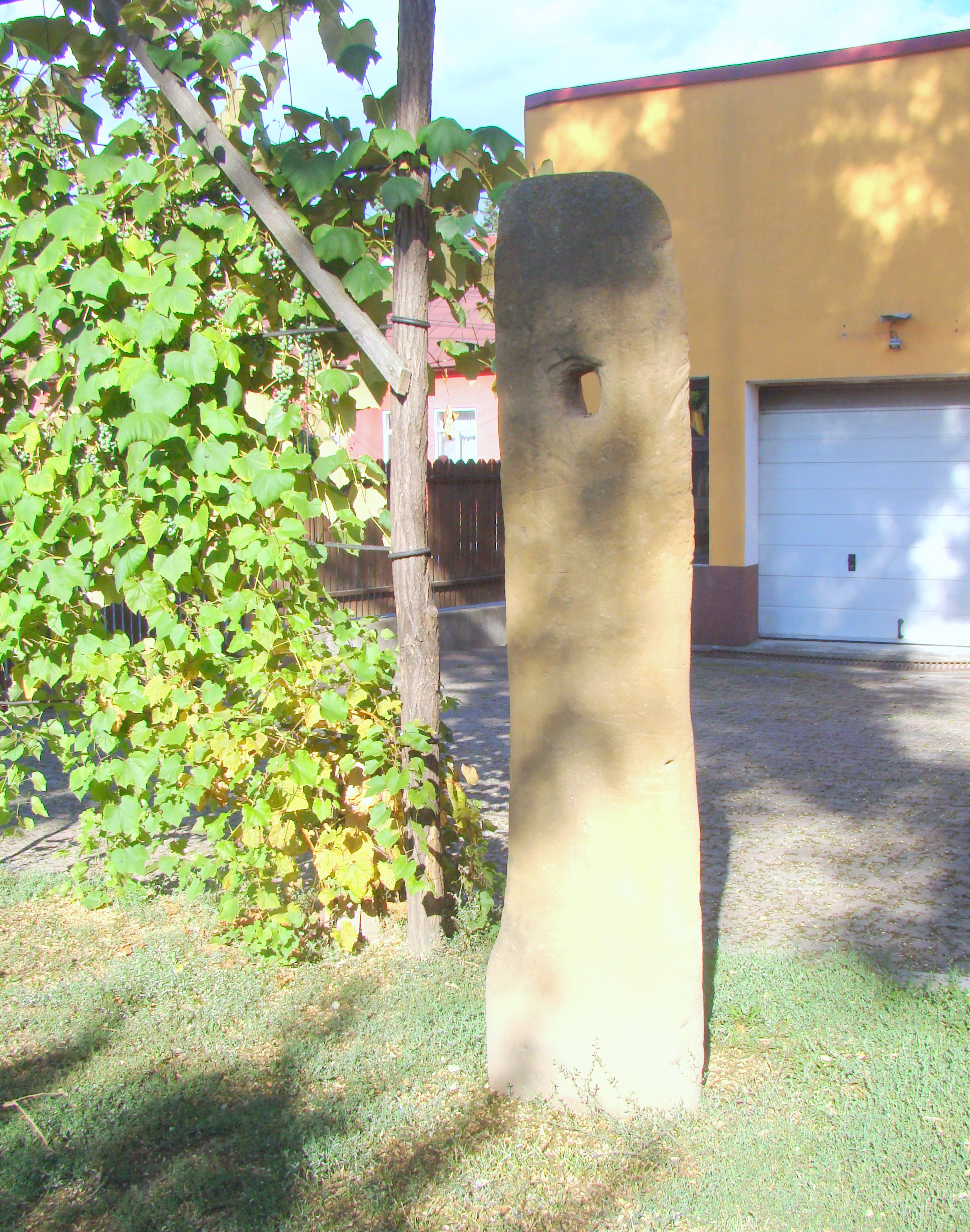
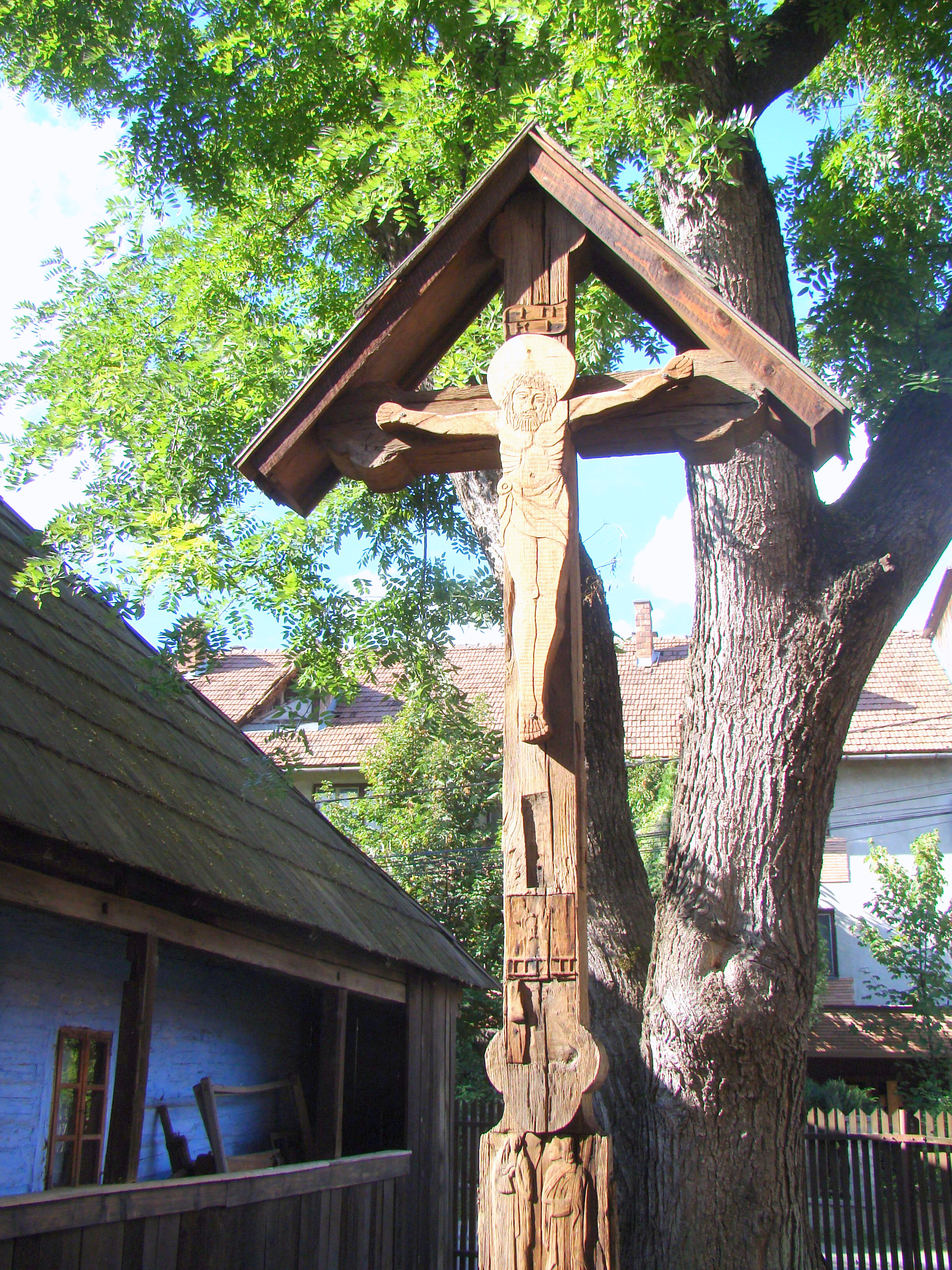
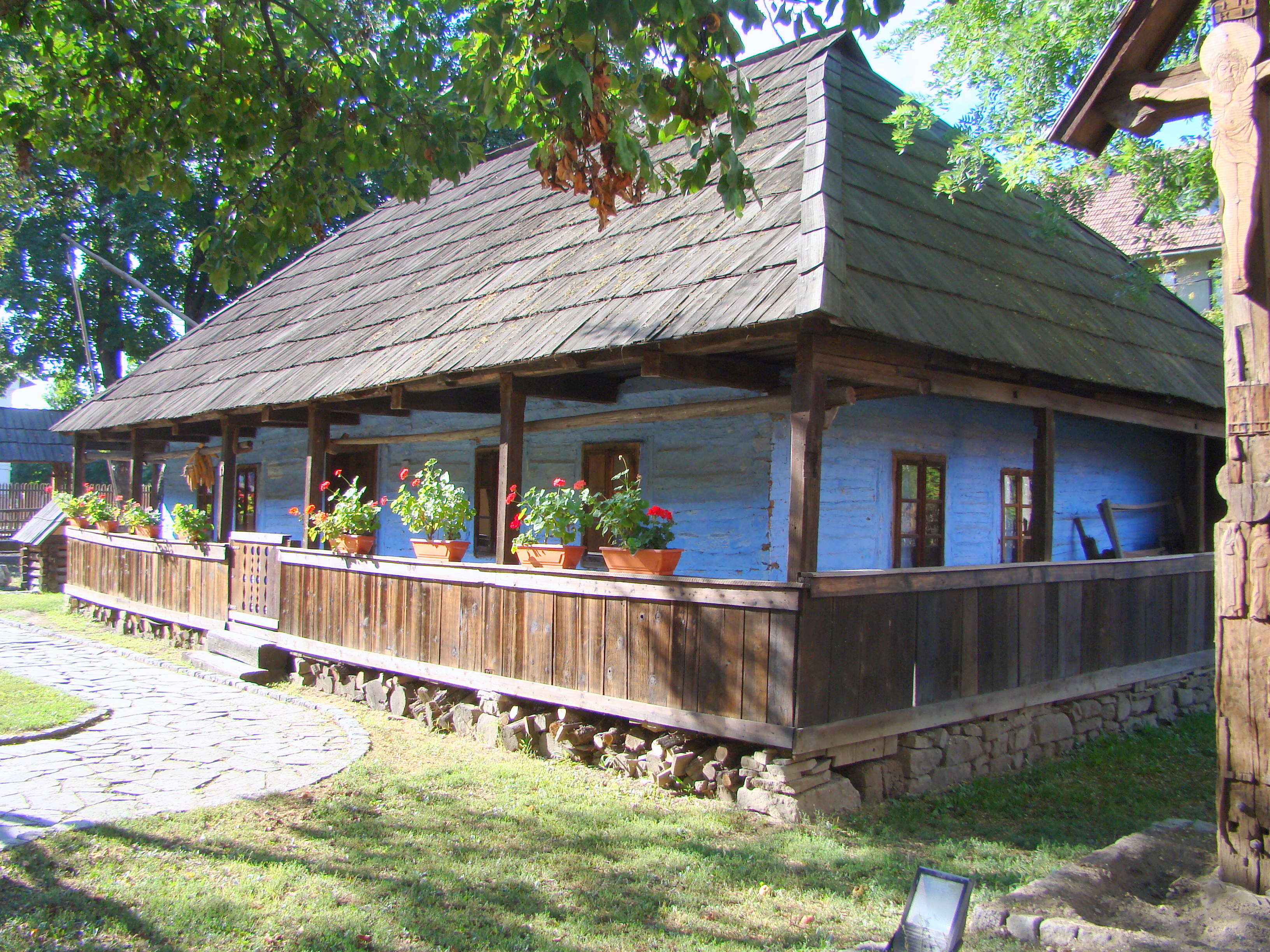
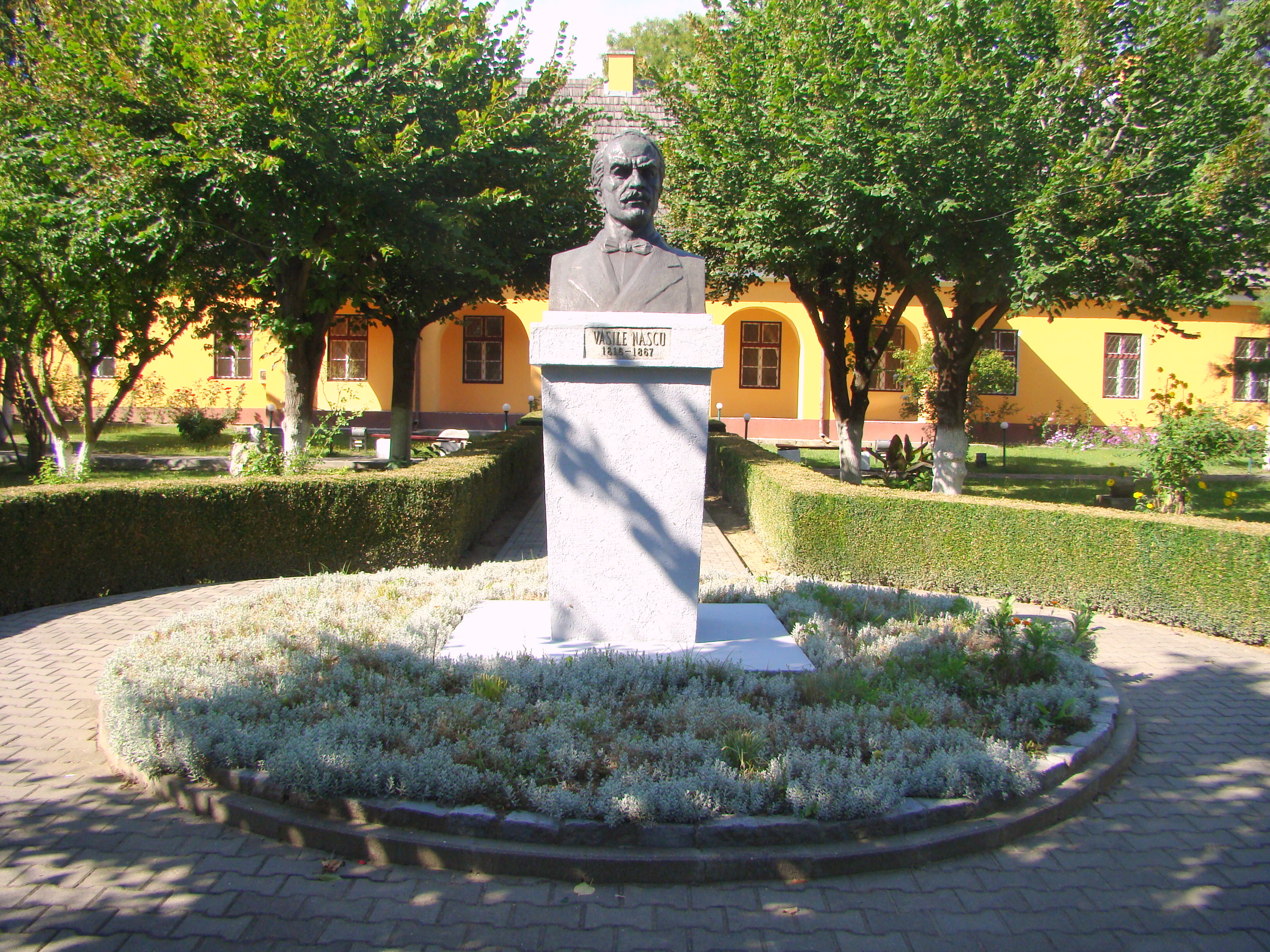
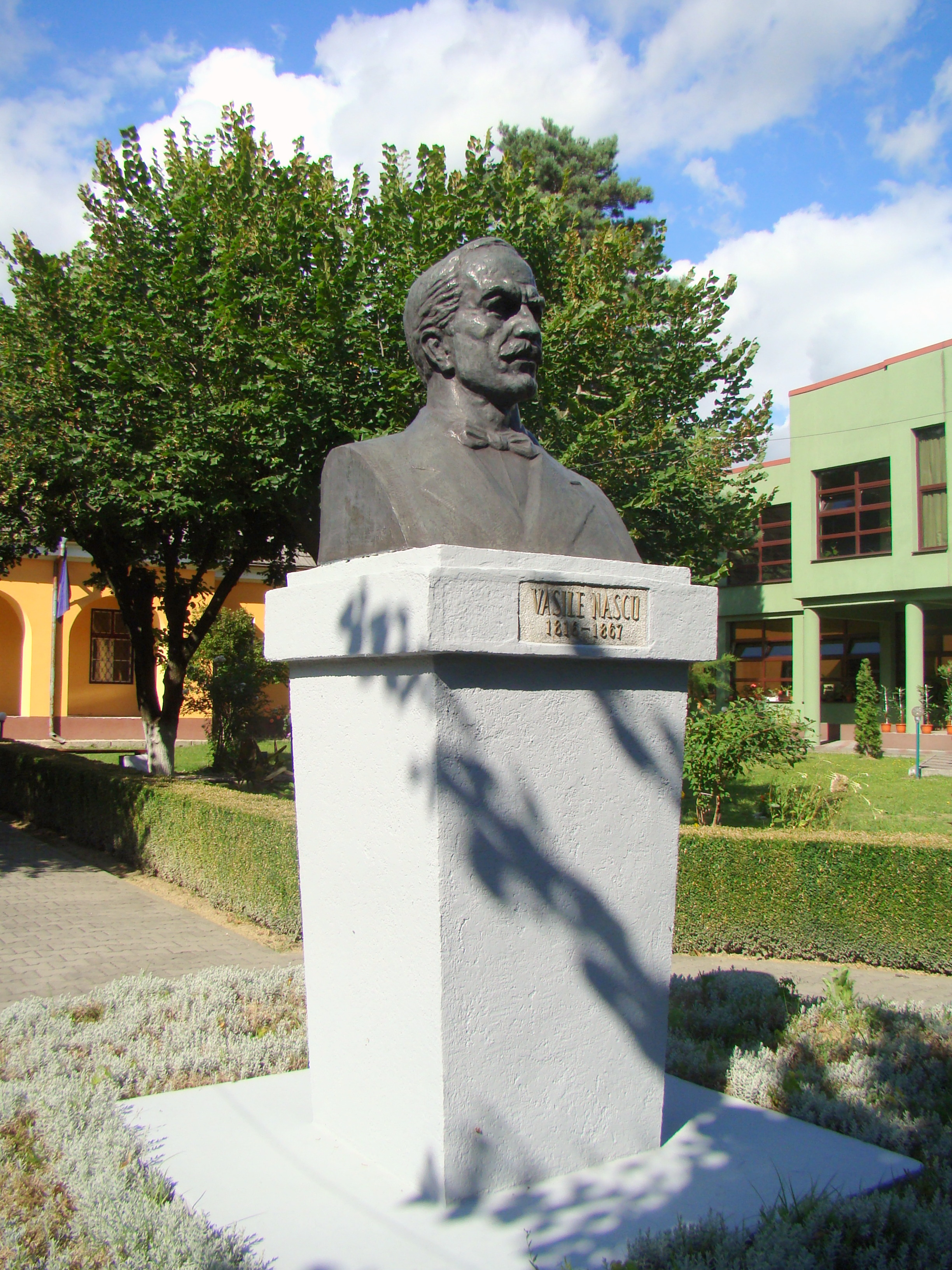
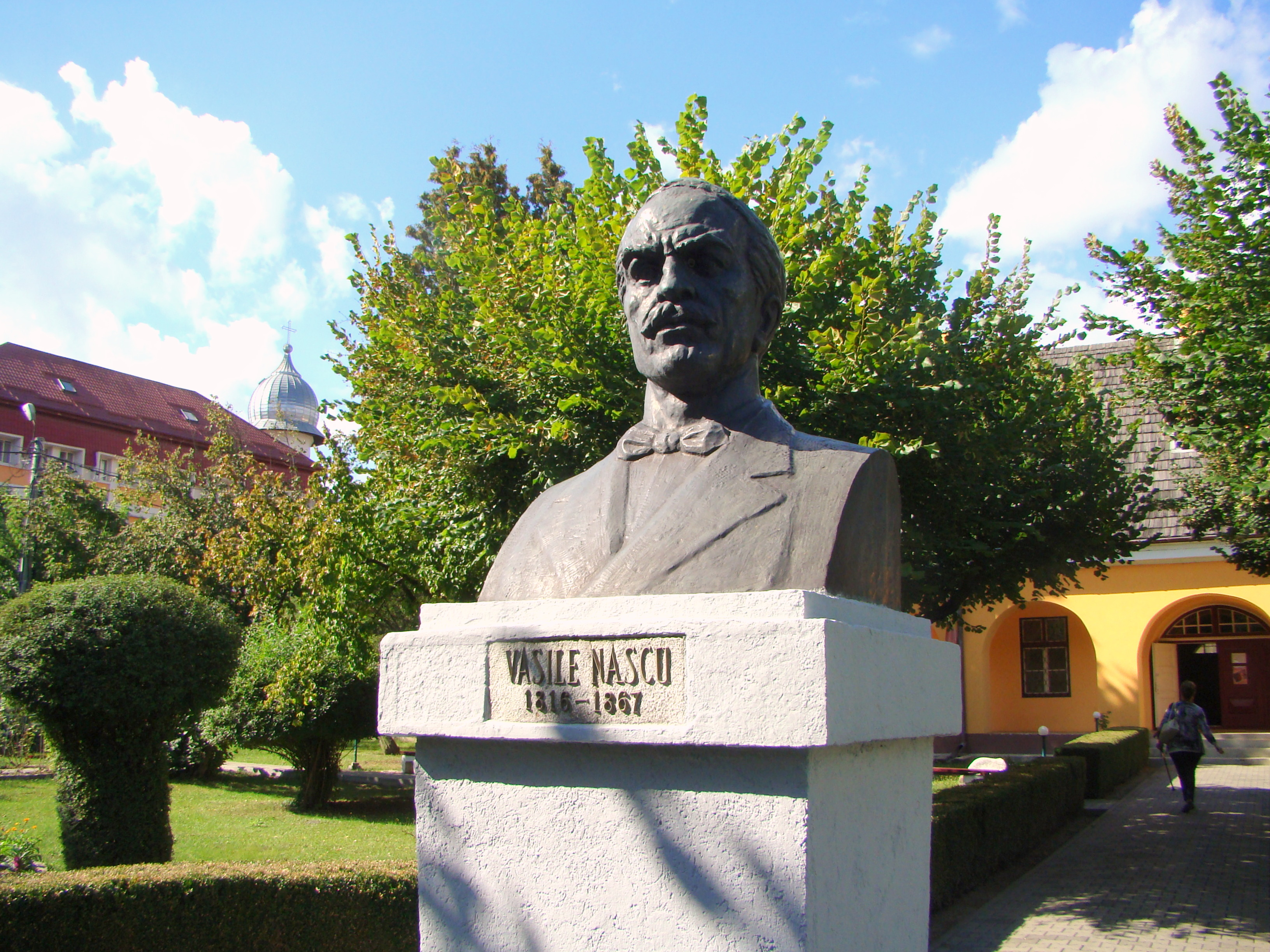
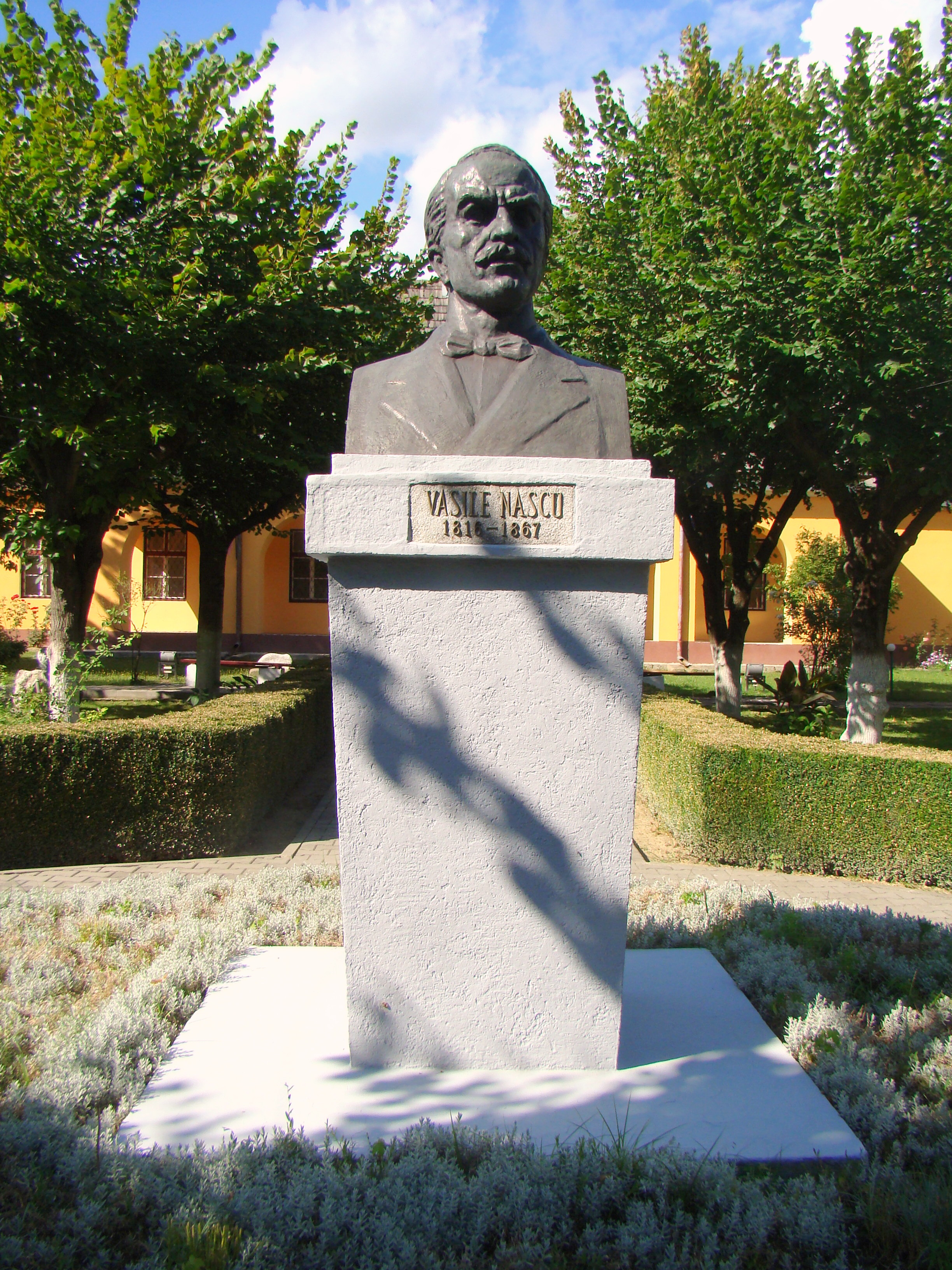
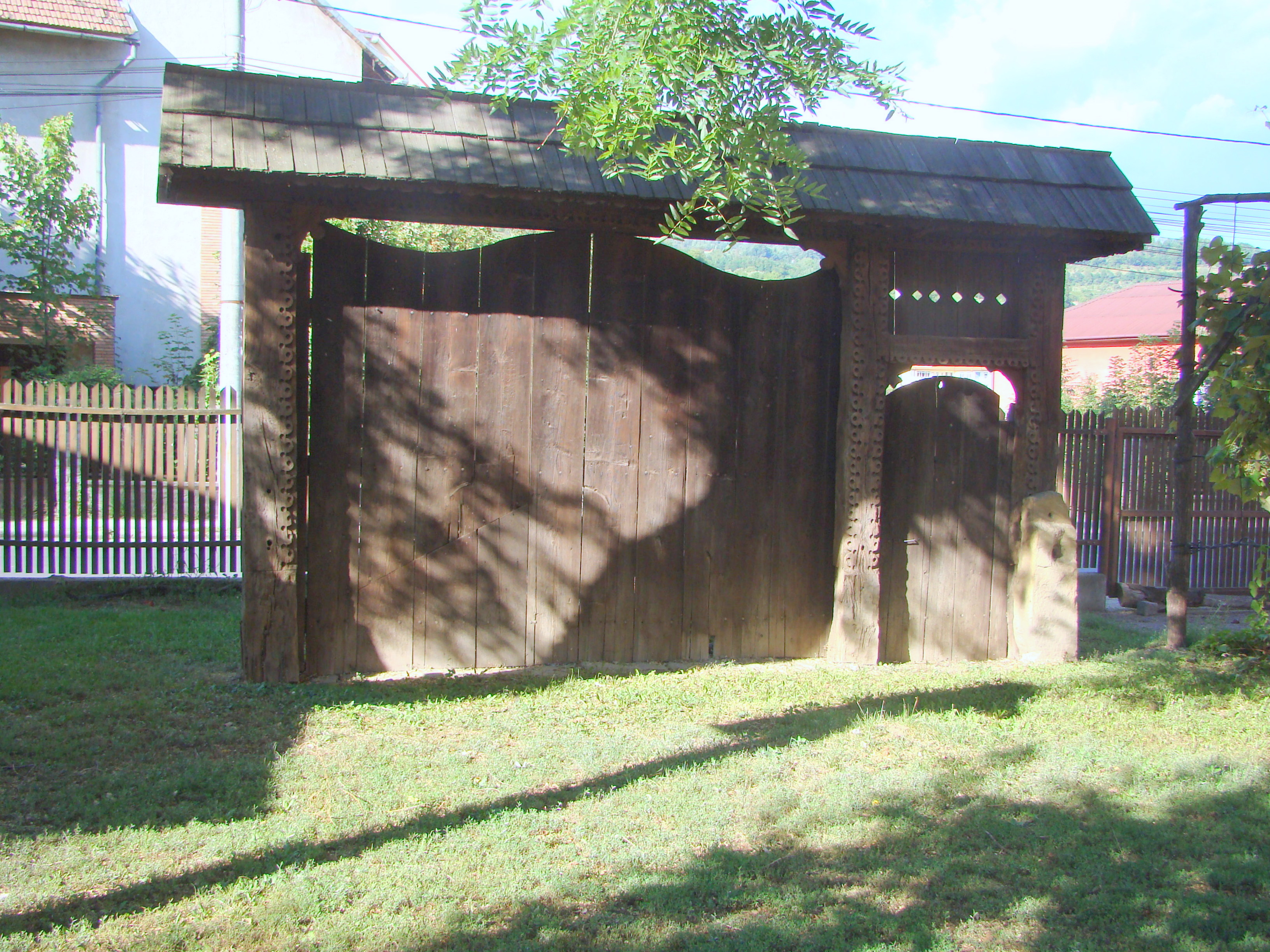

## Imagini din interior

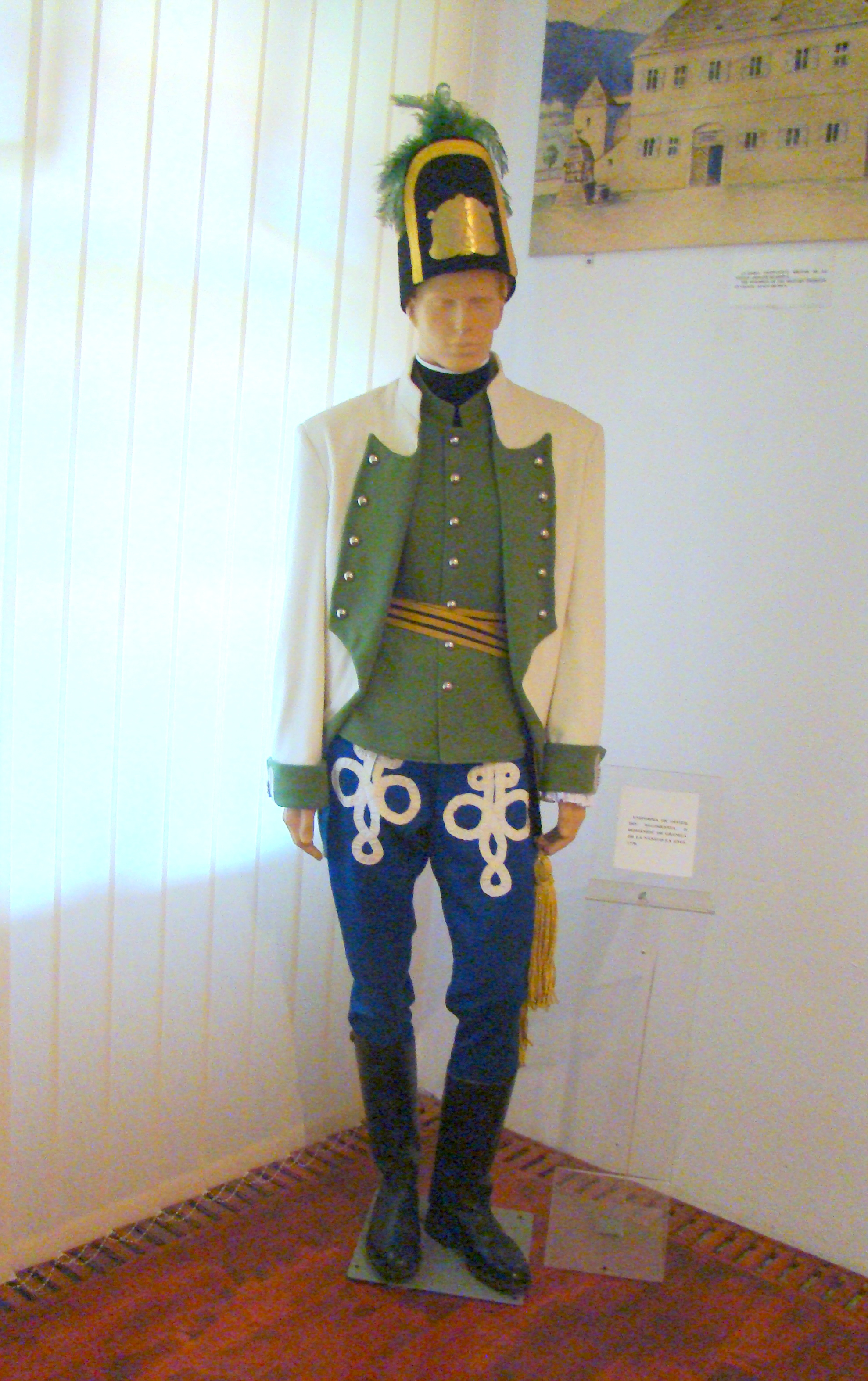
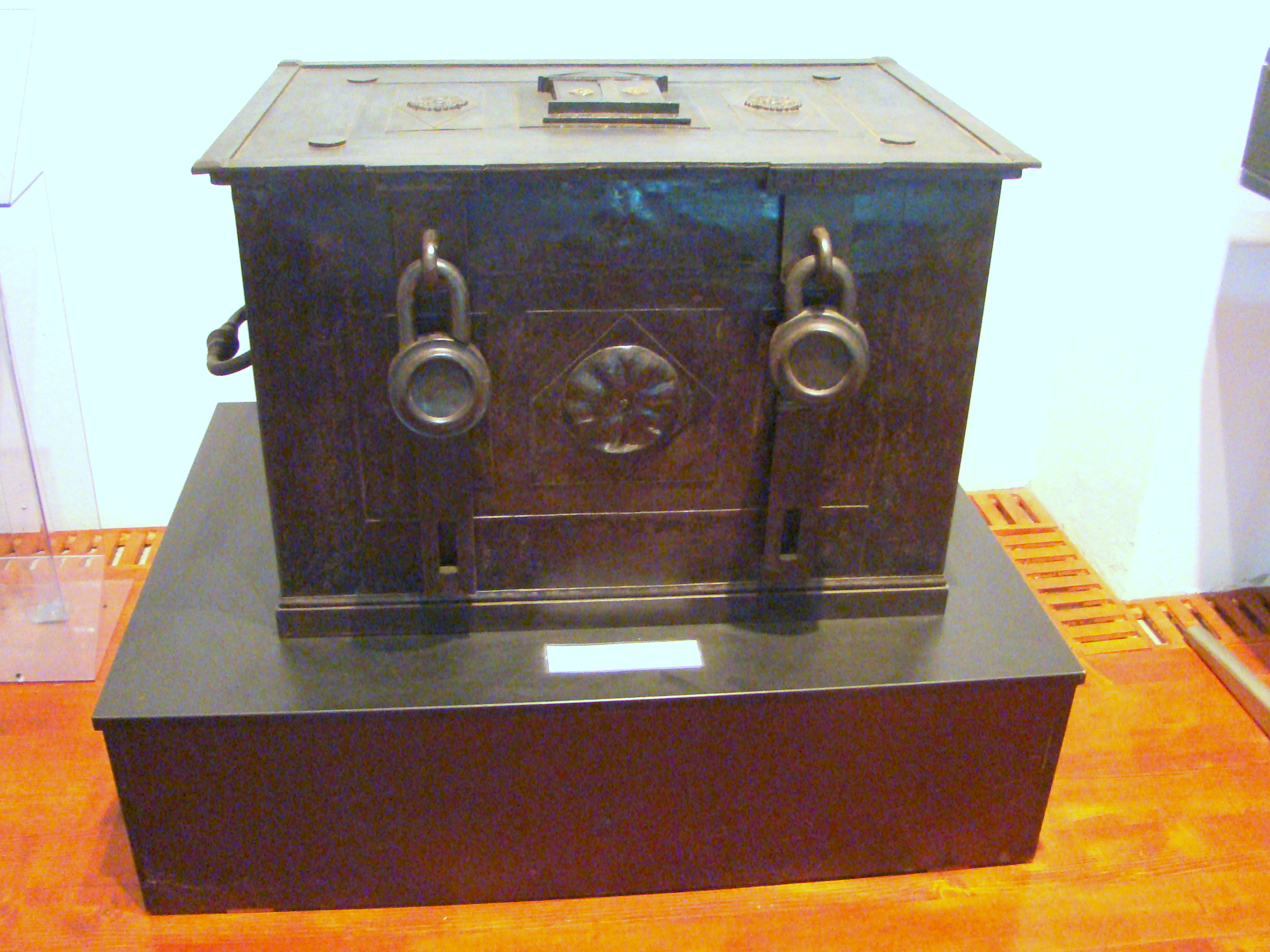
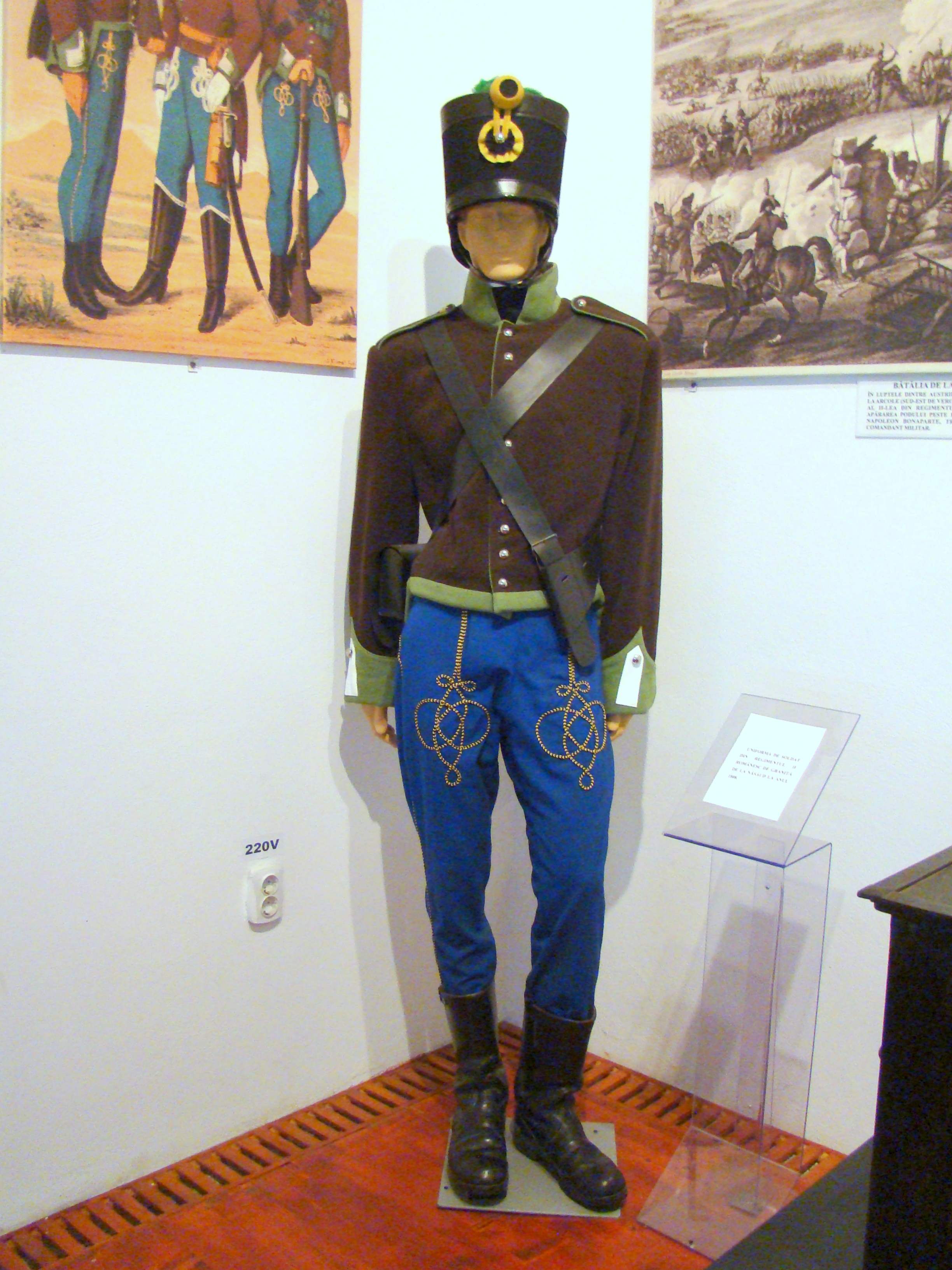
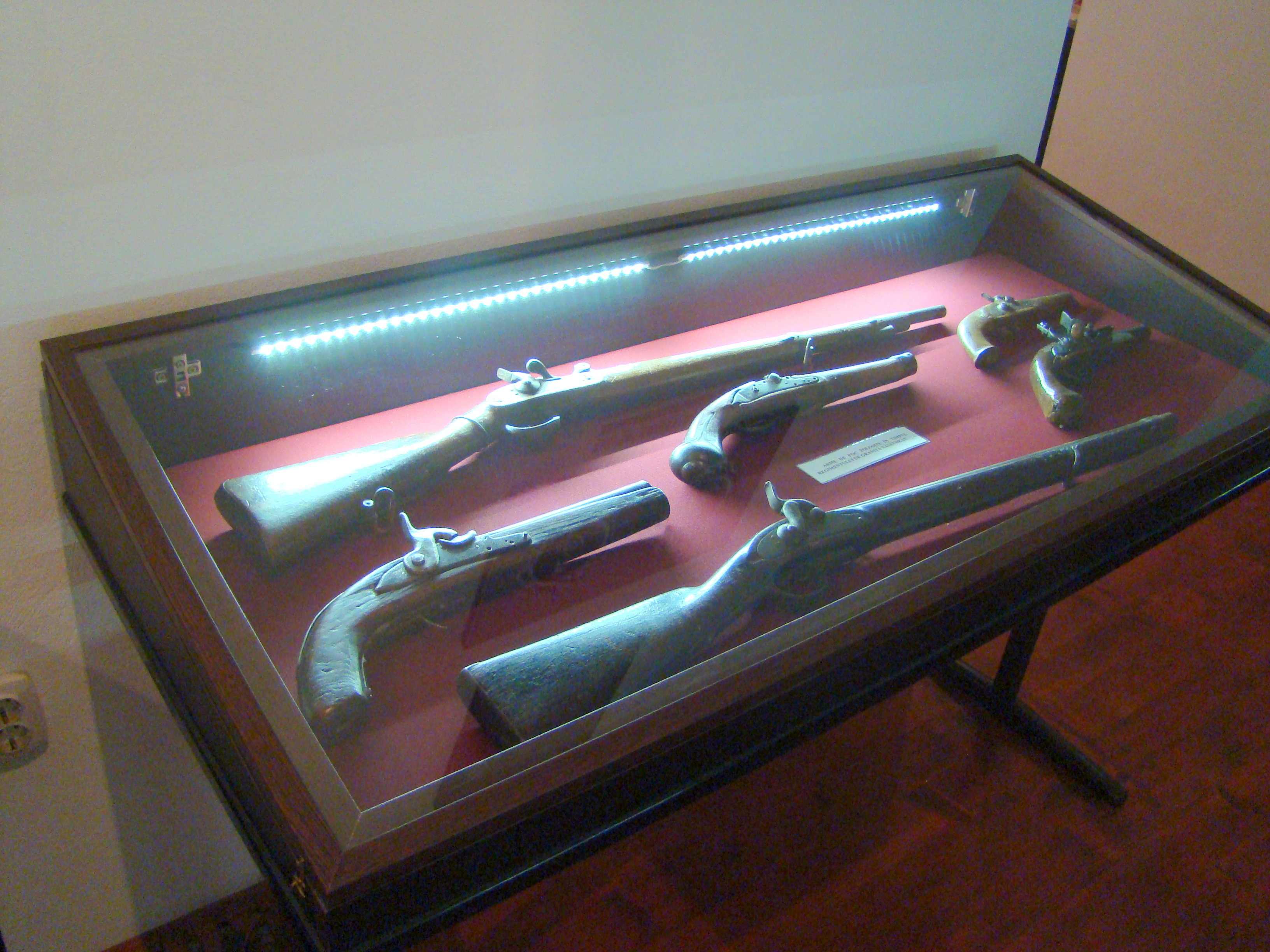
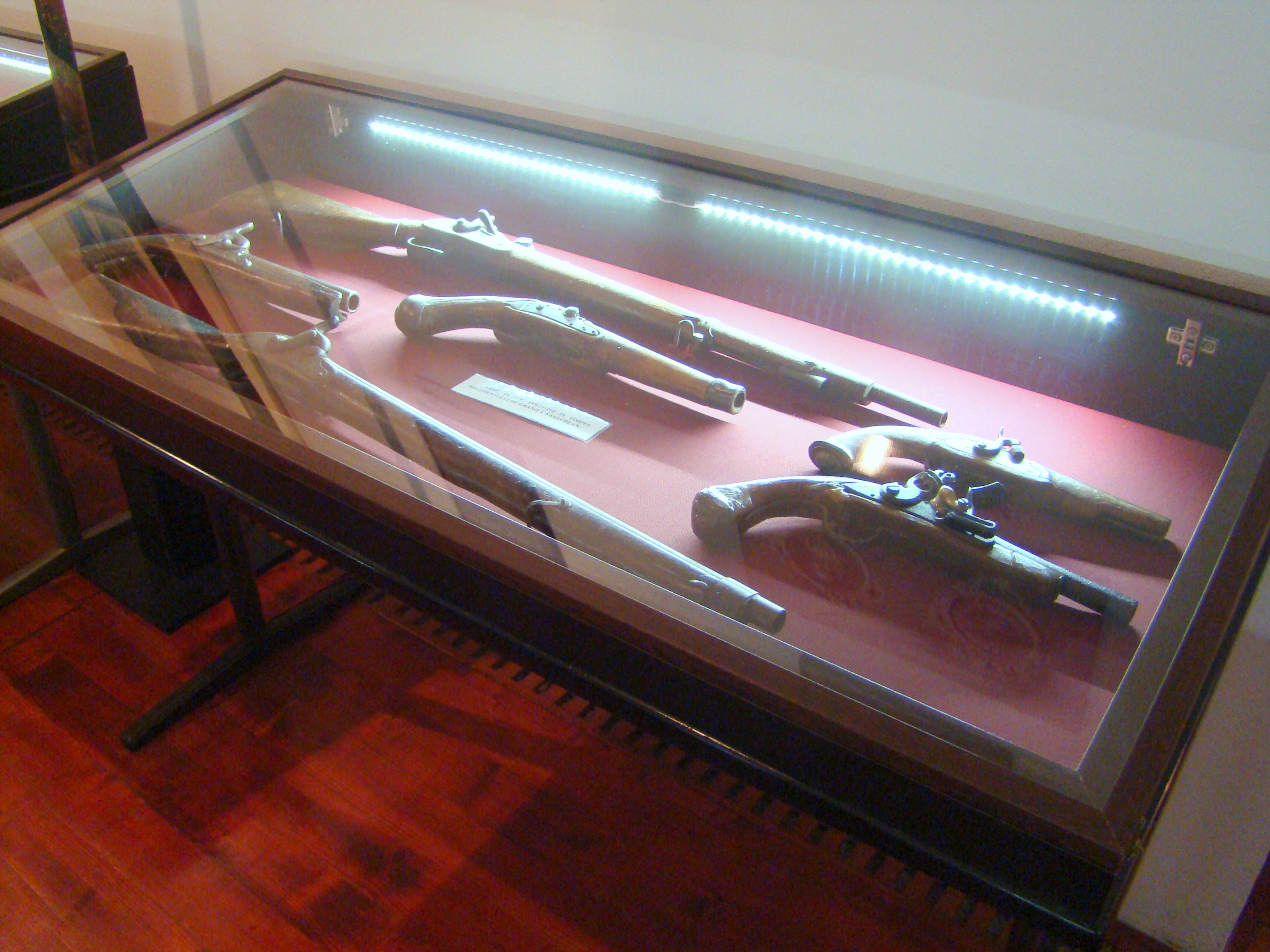
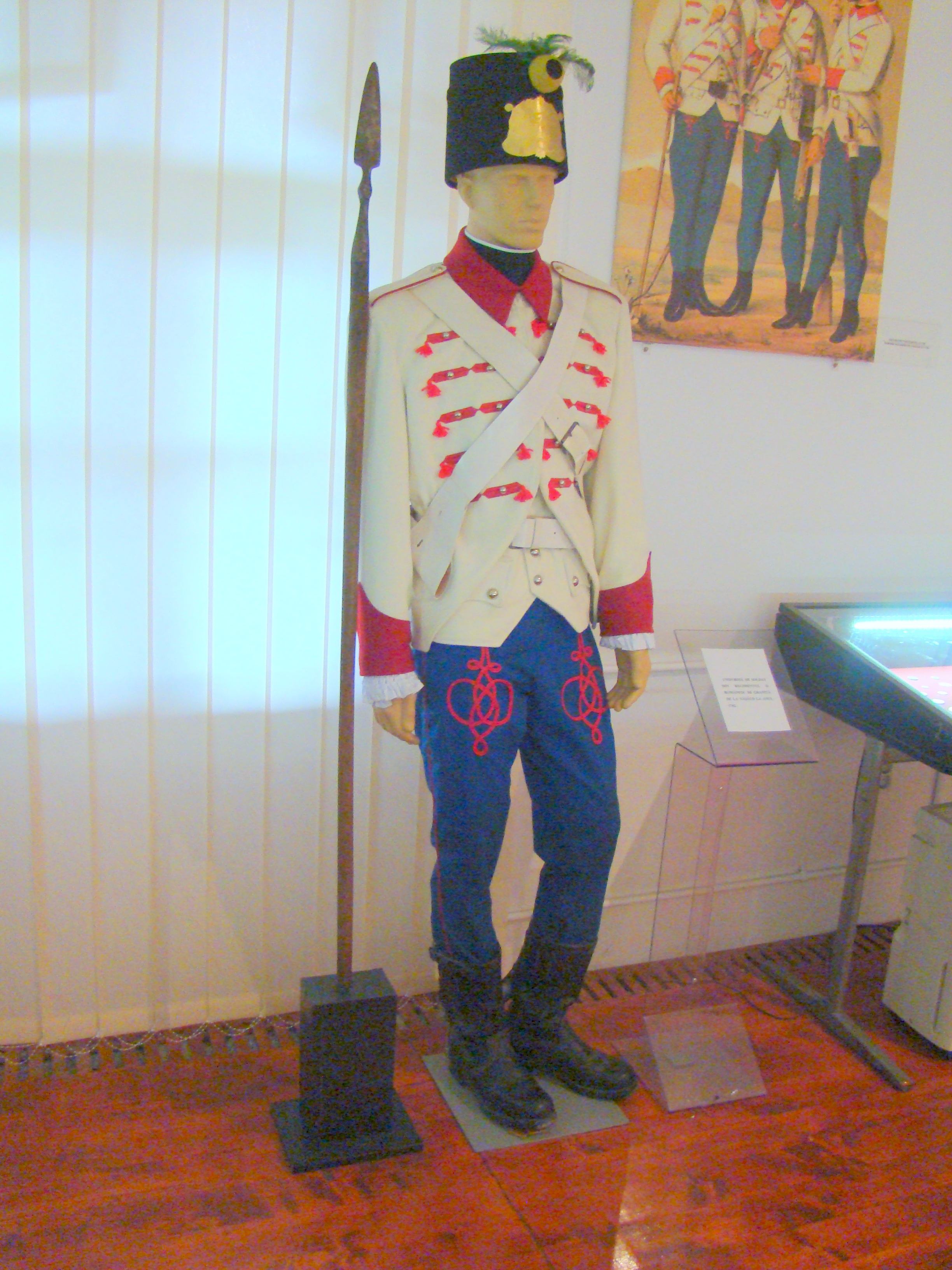
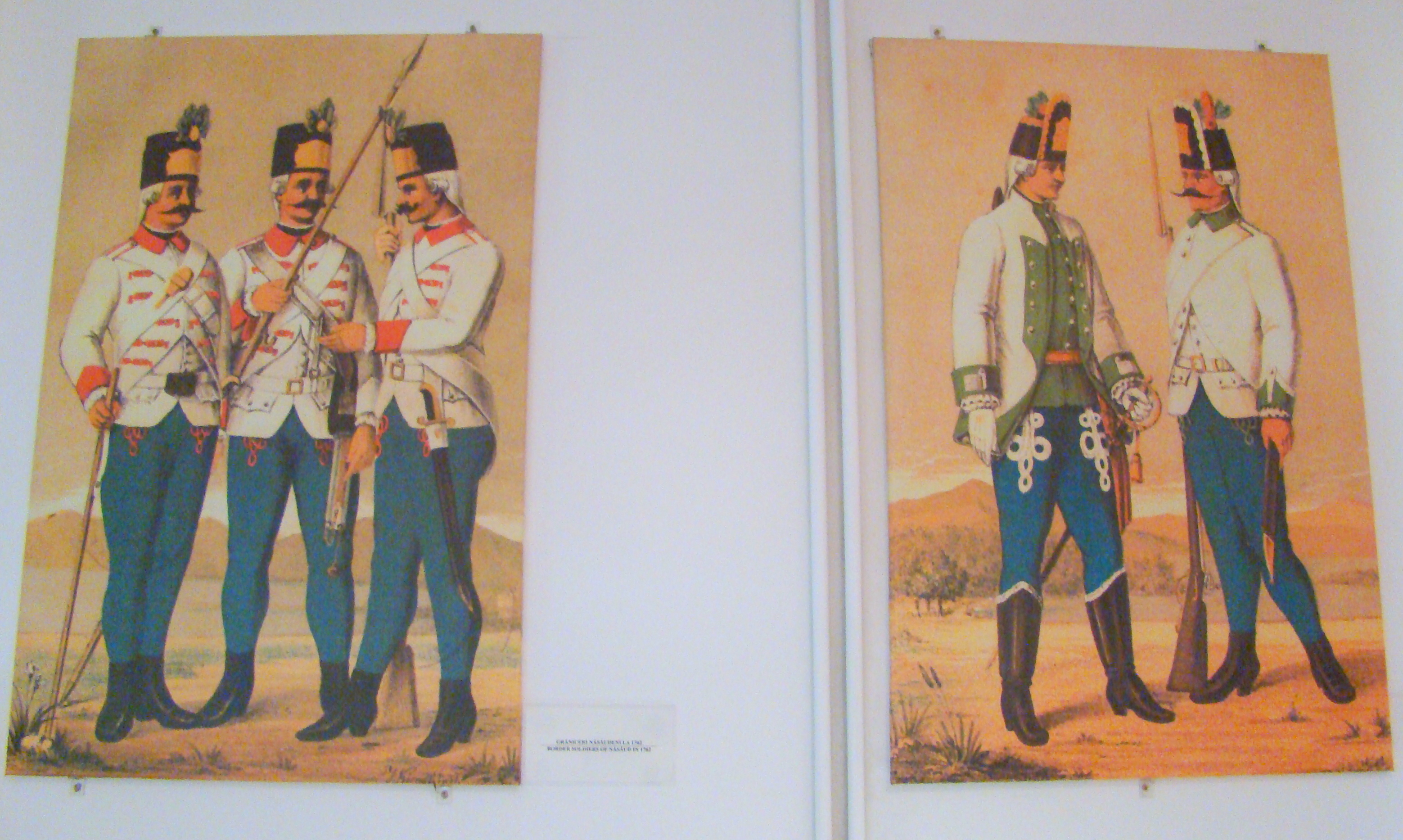
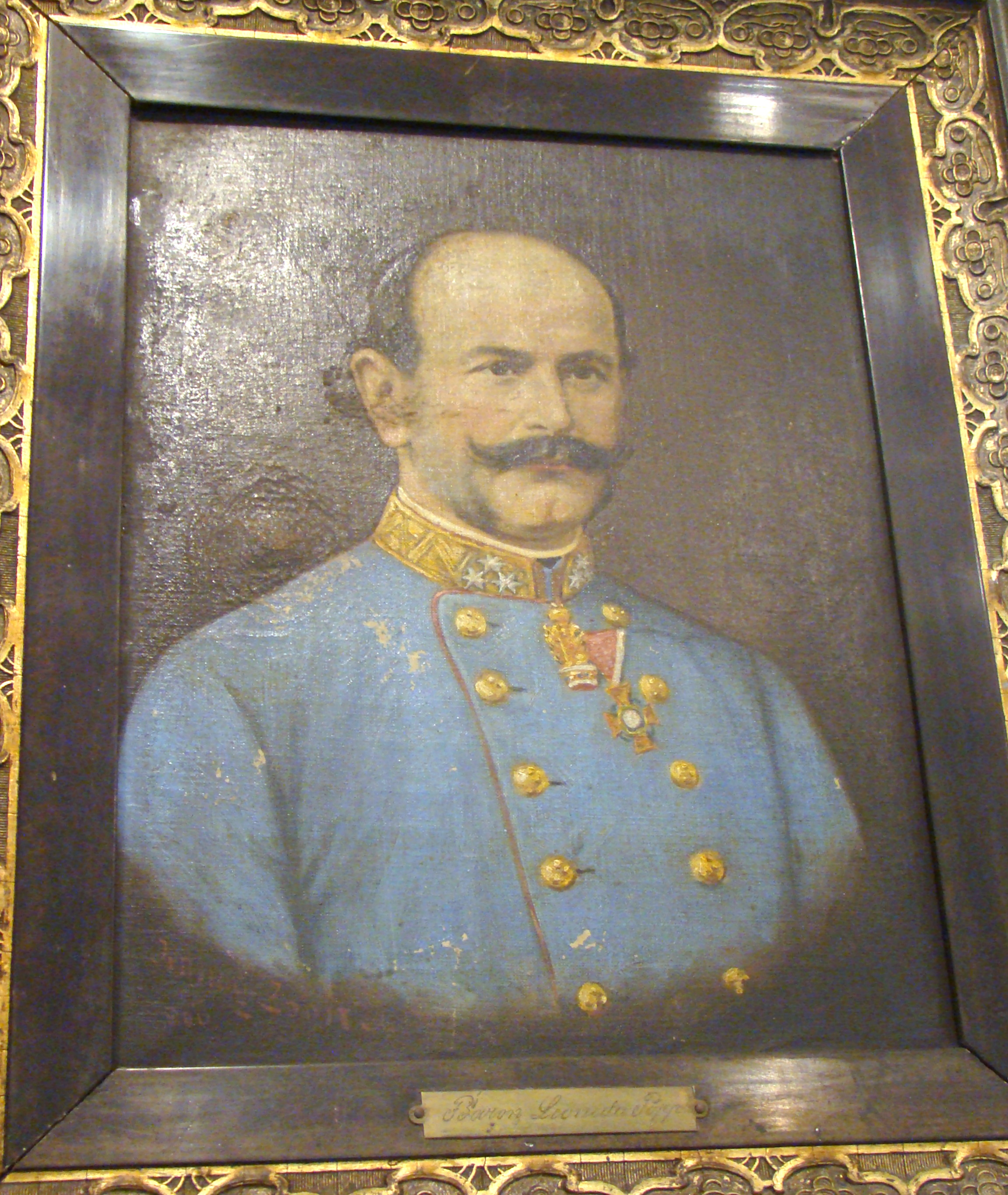
Leonida Pop
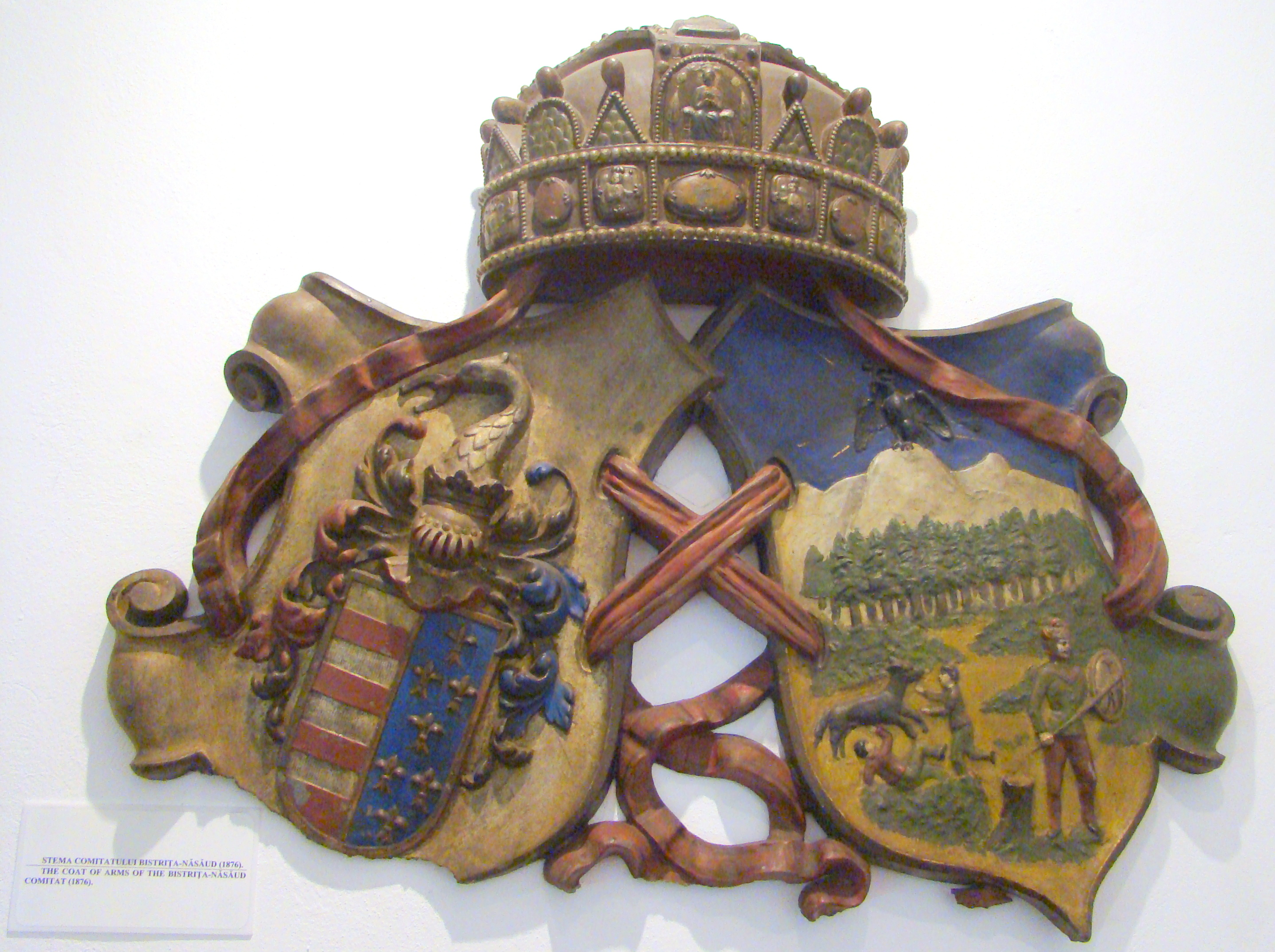
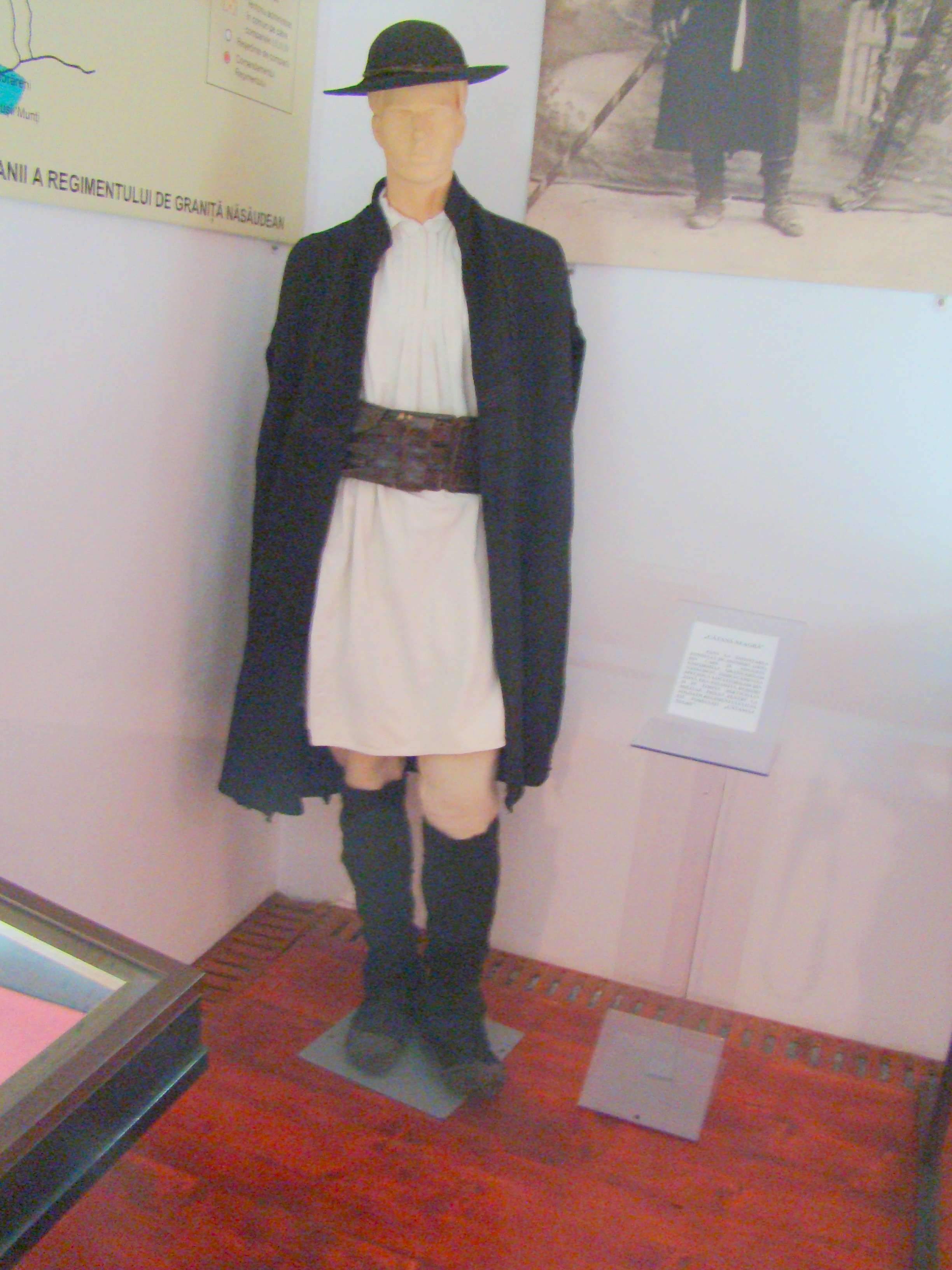
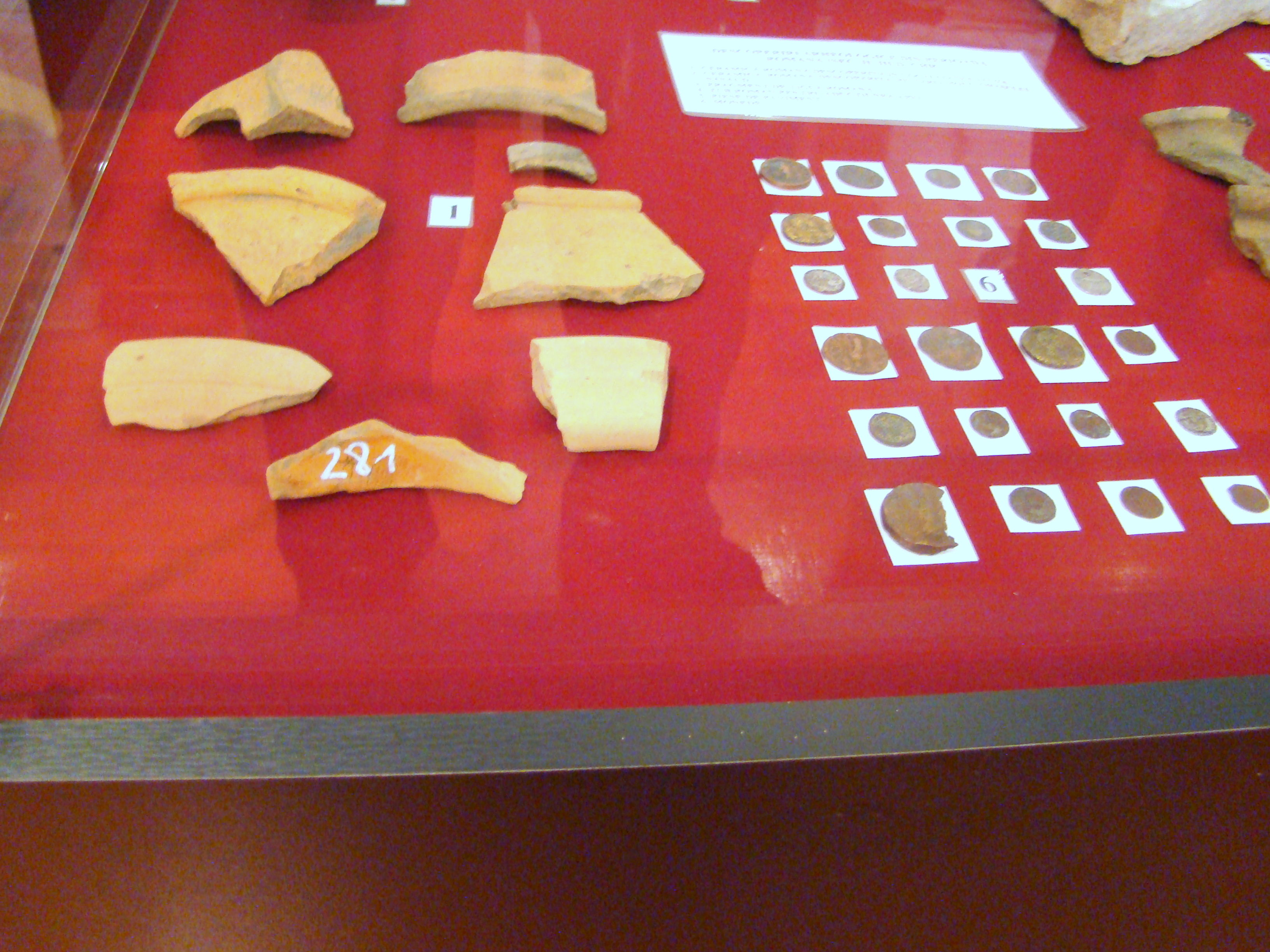
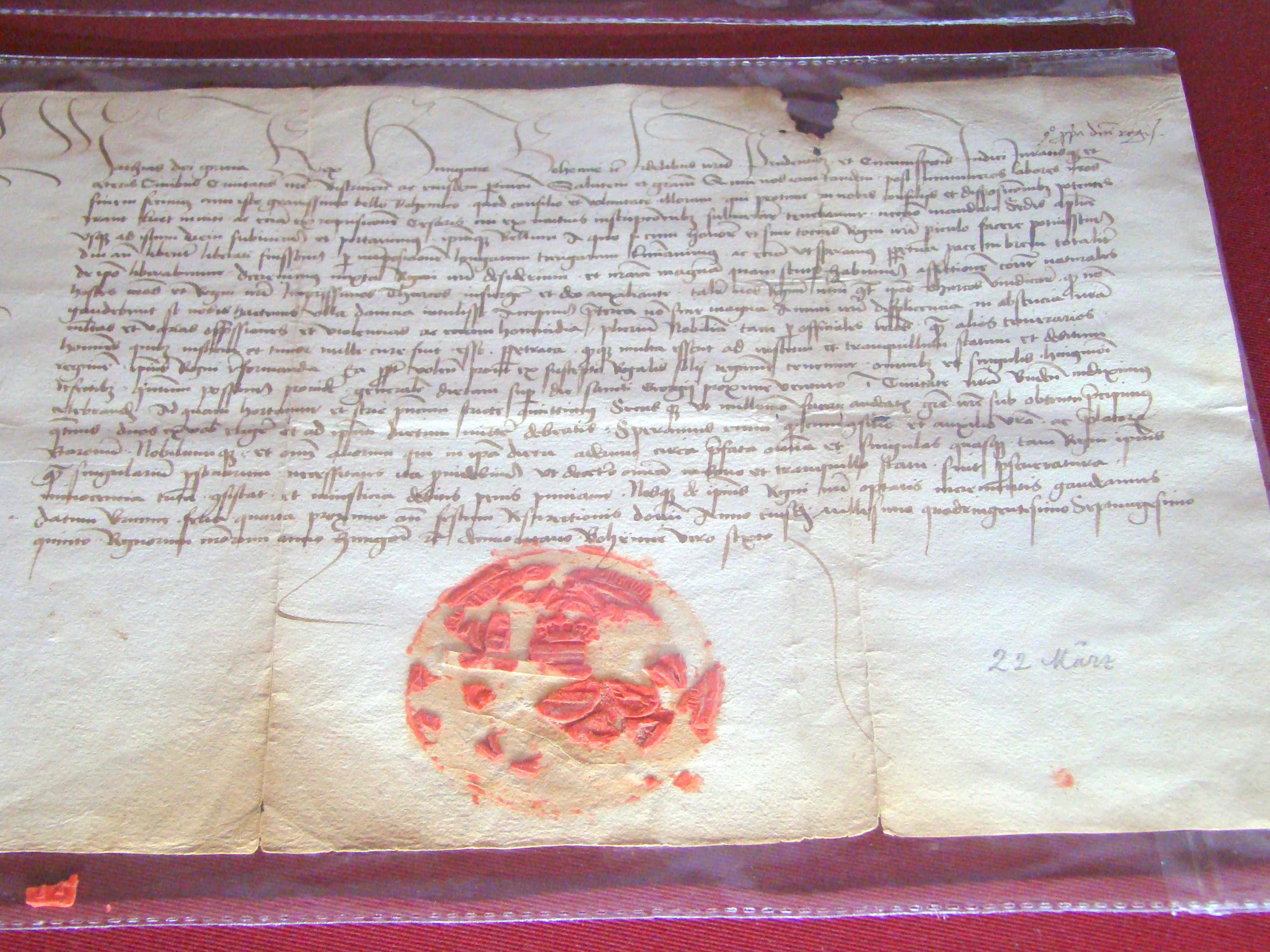
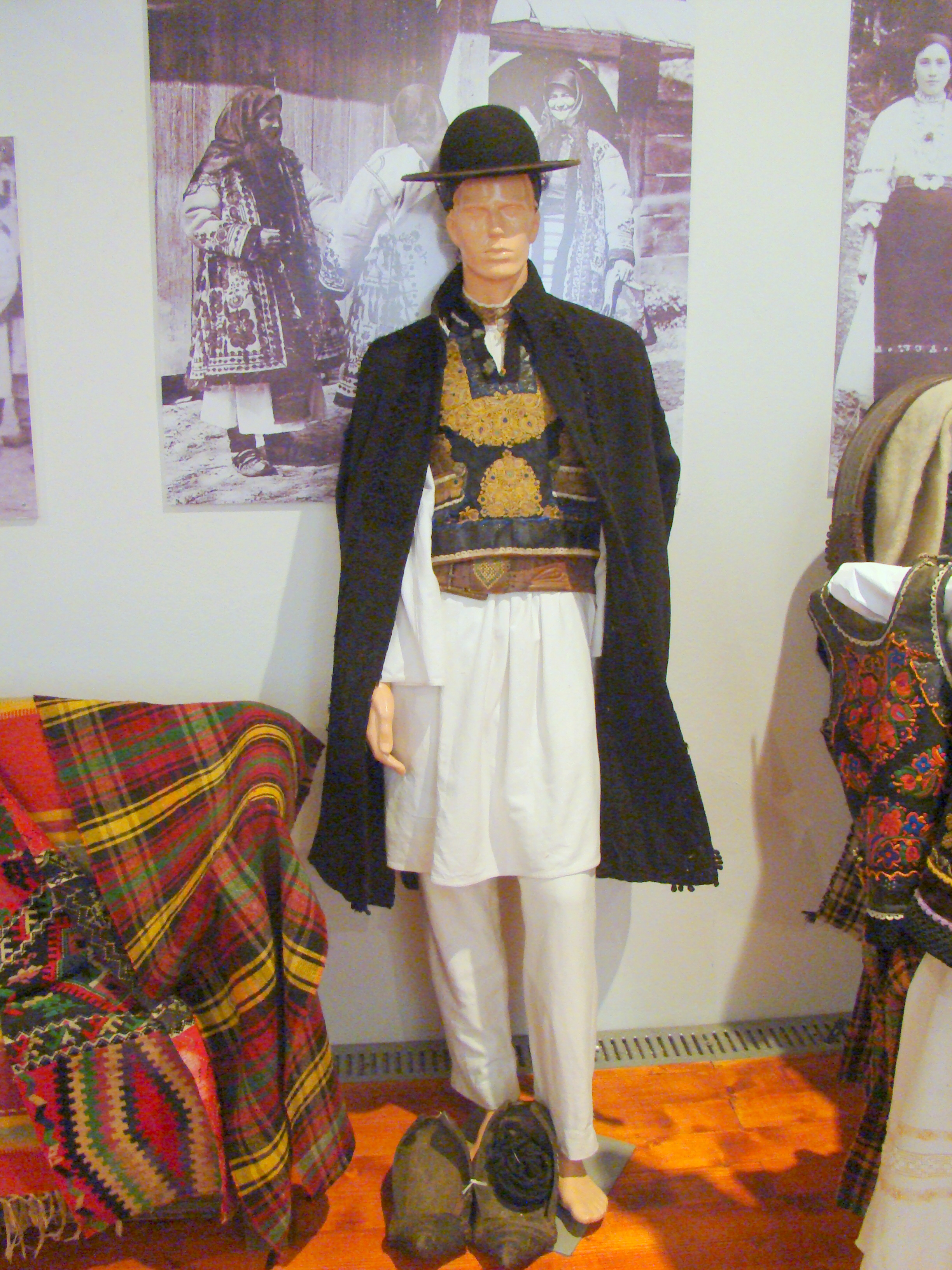
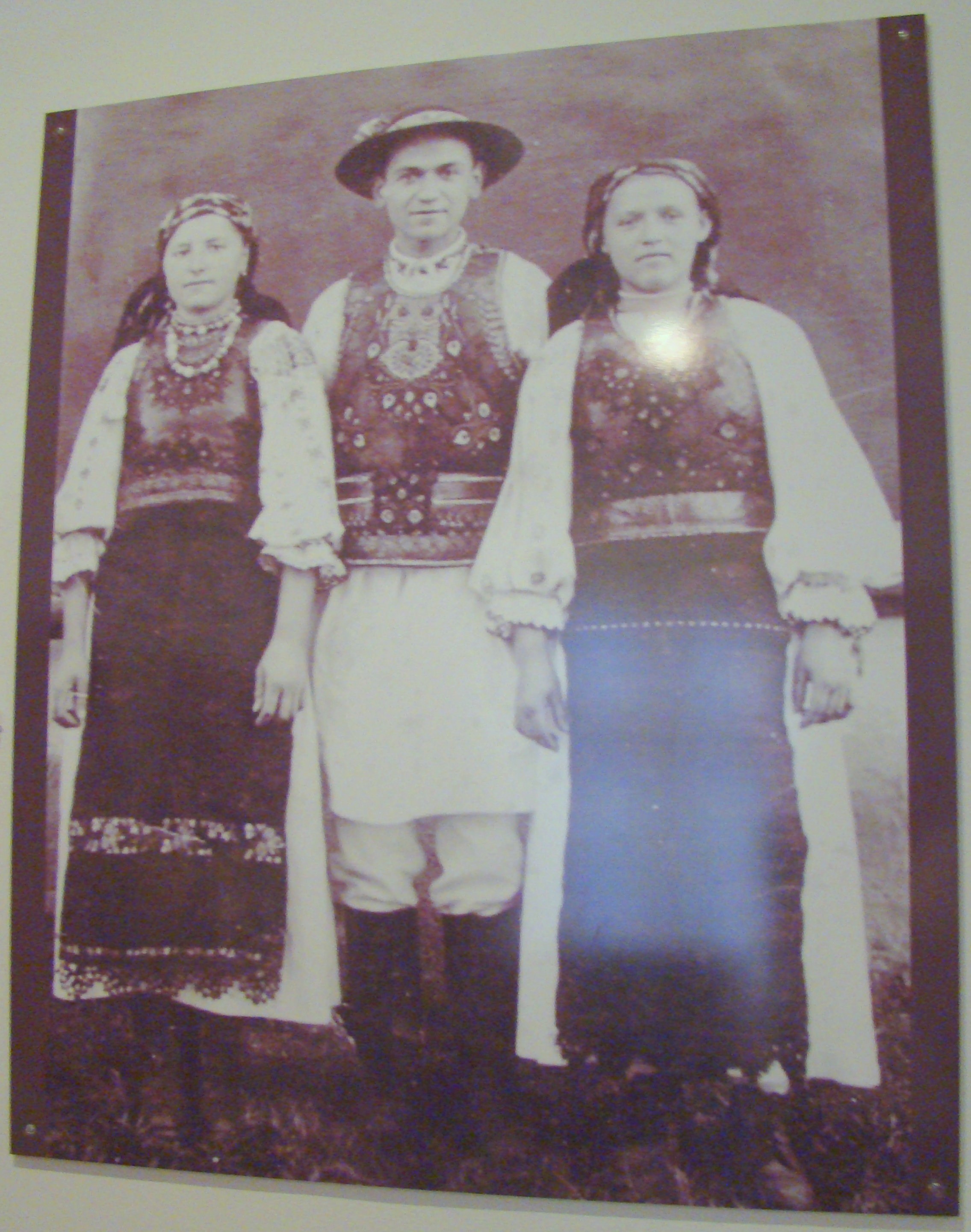
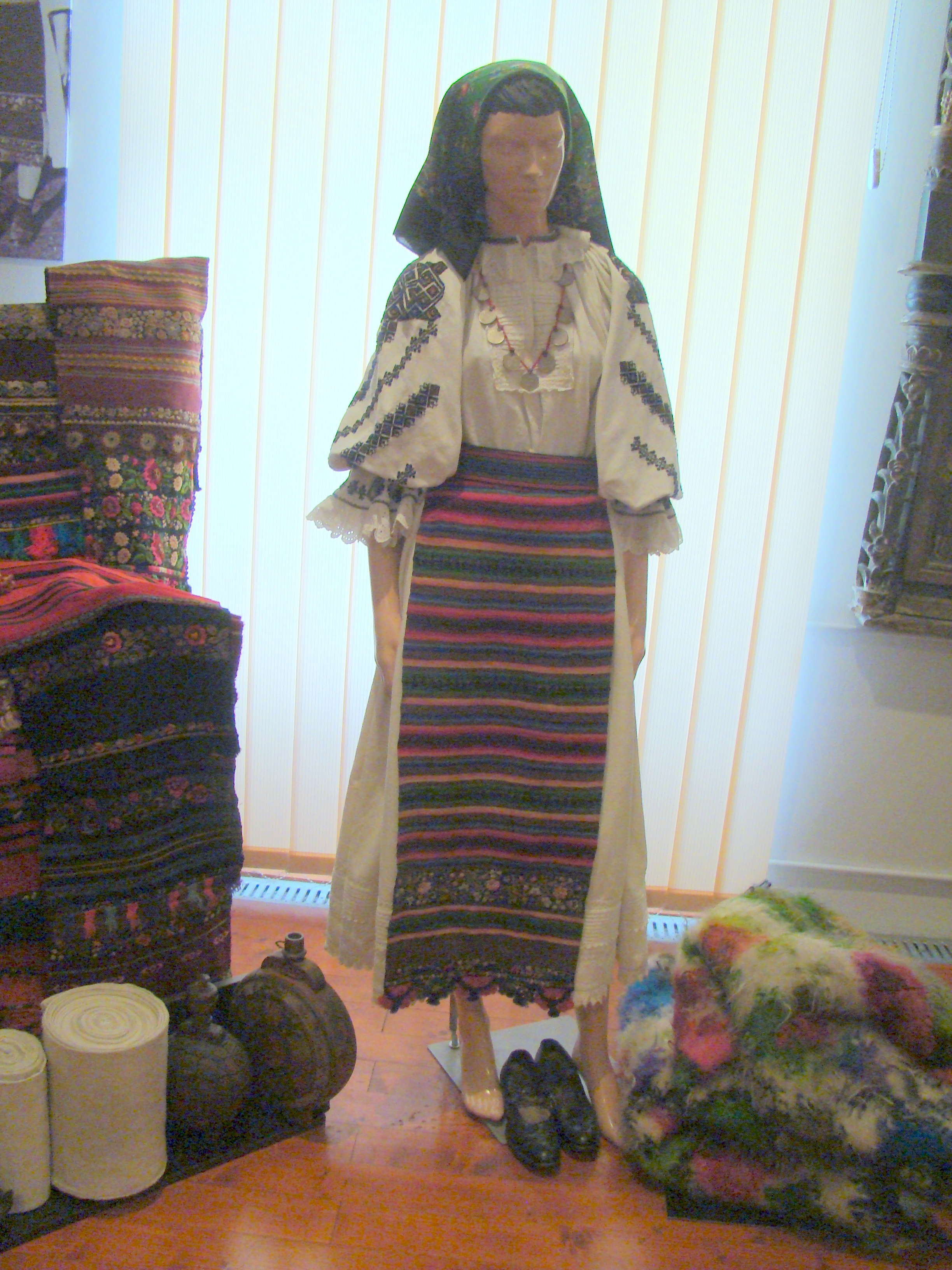
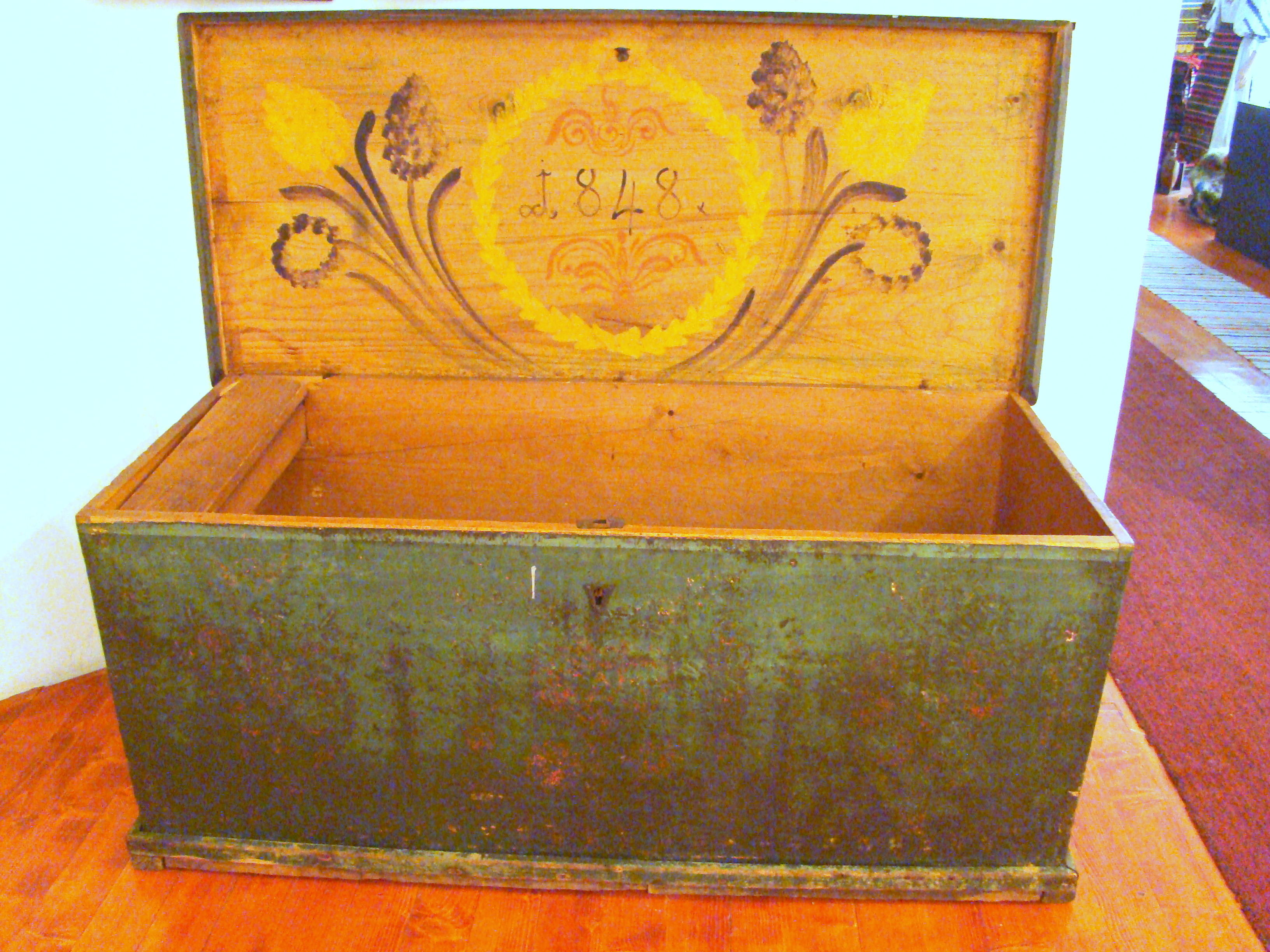
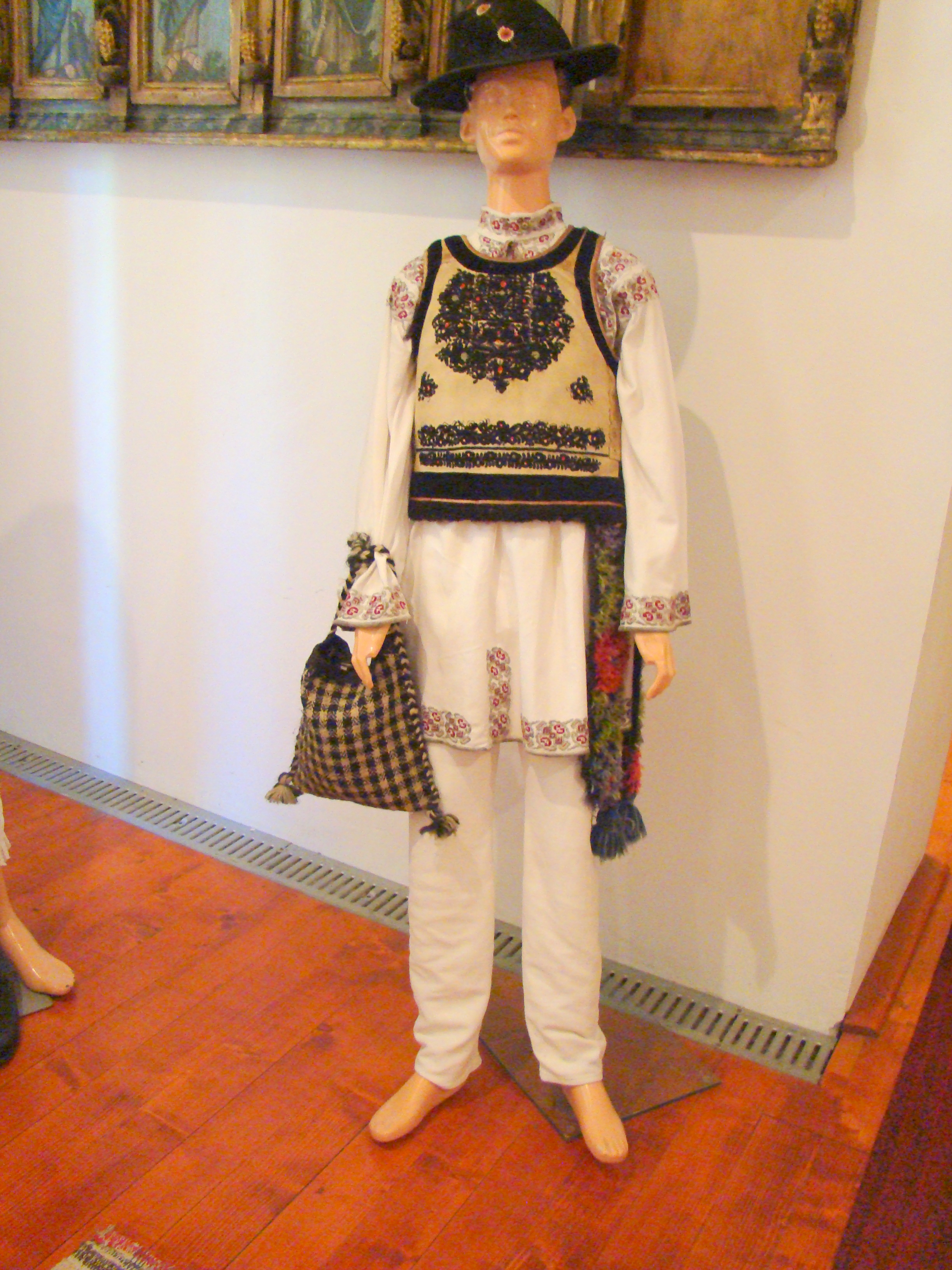
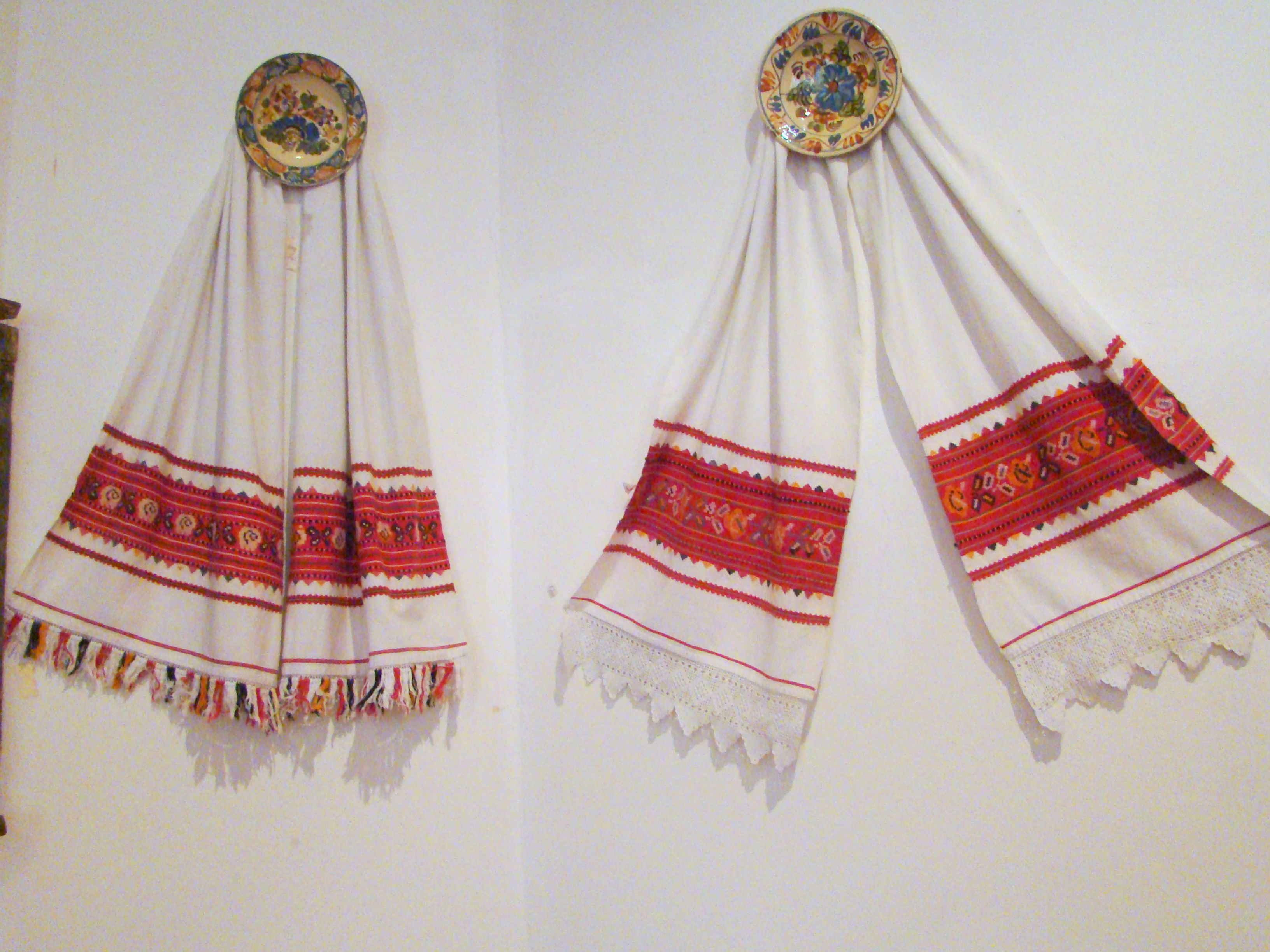
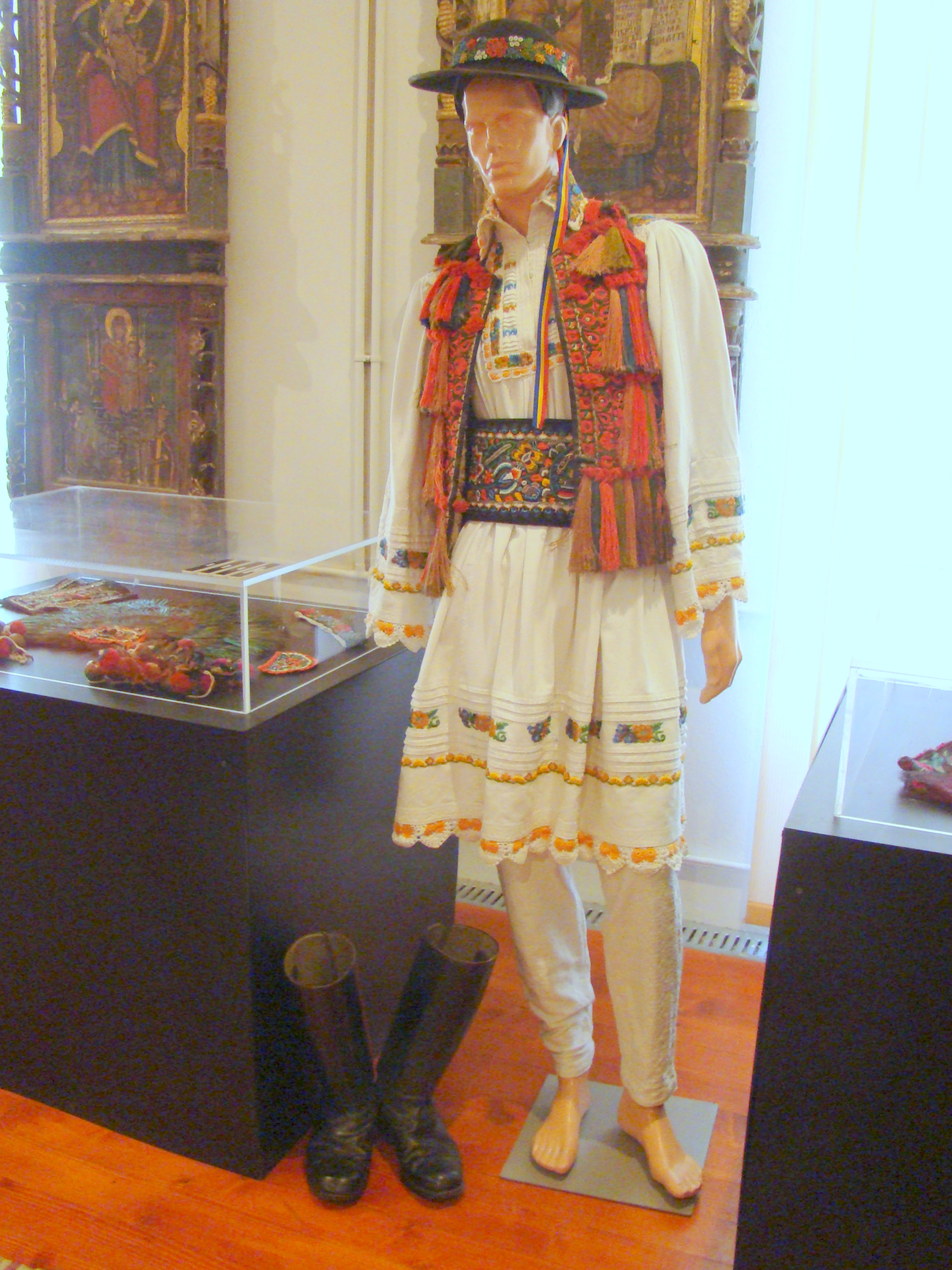
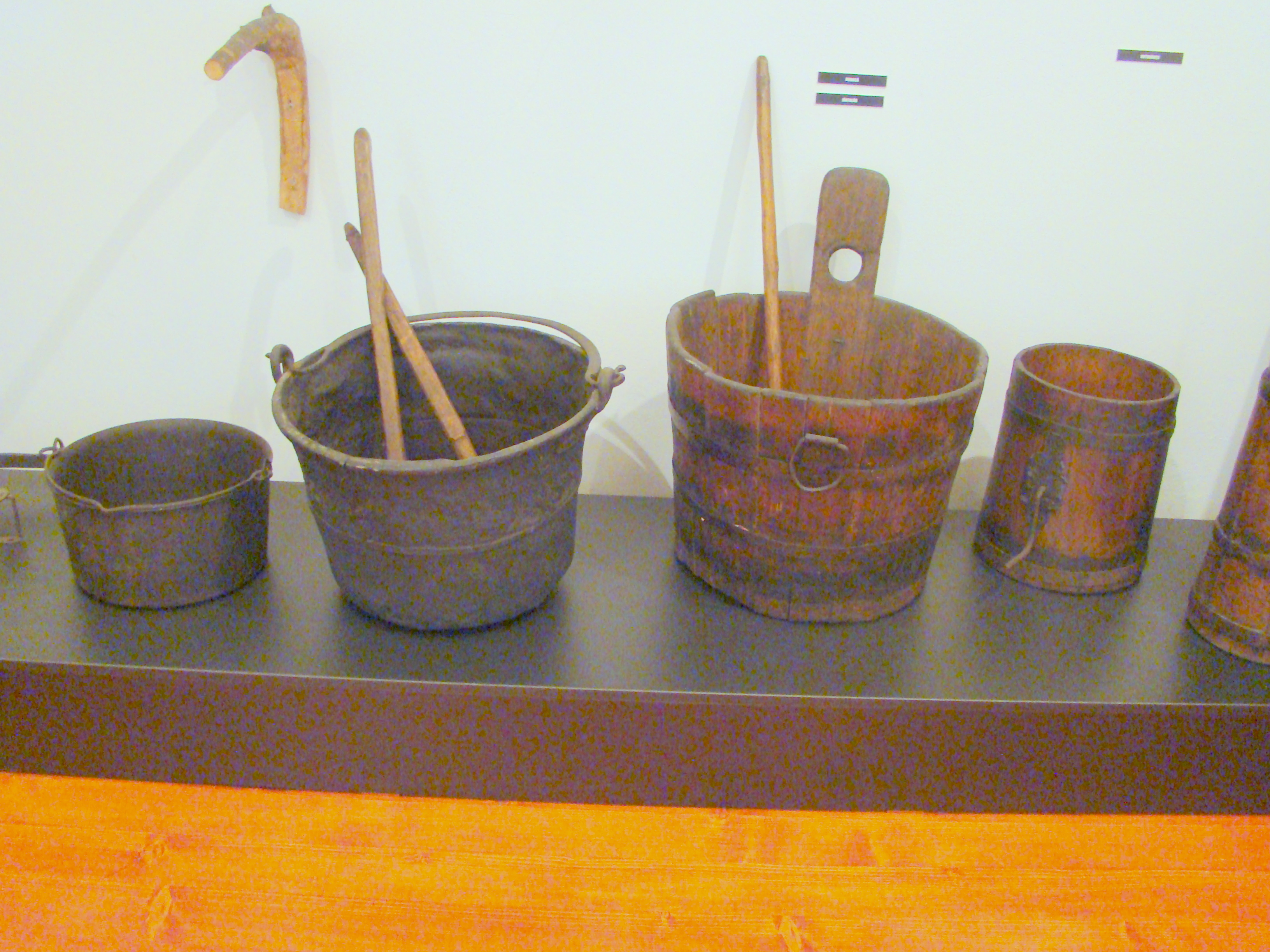
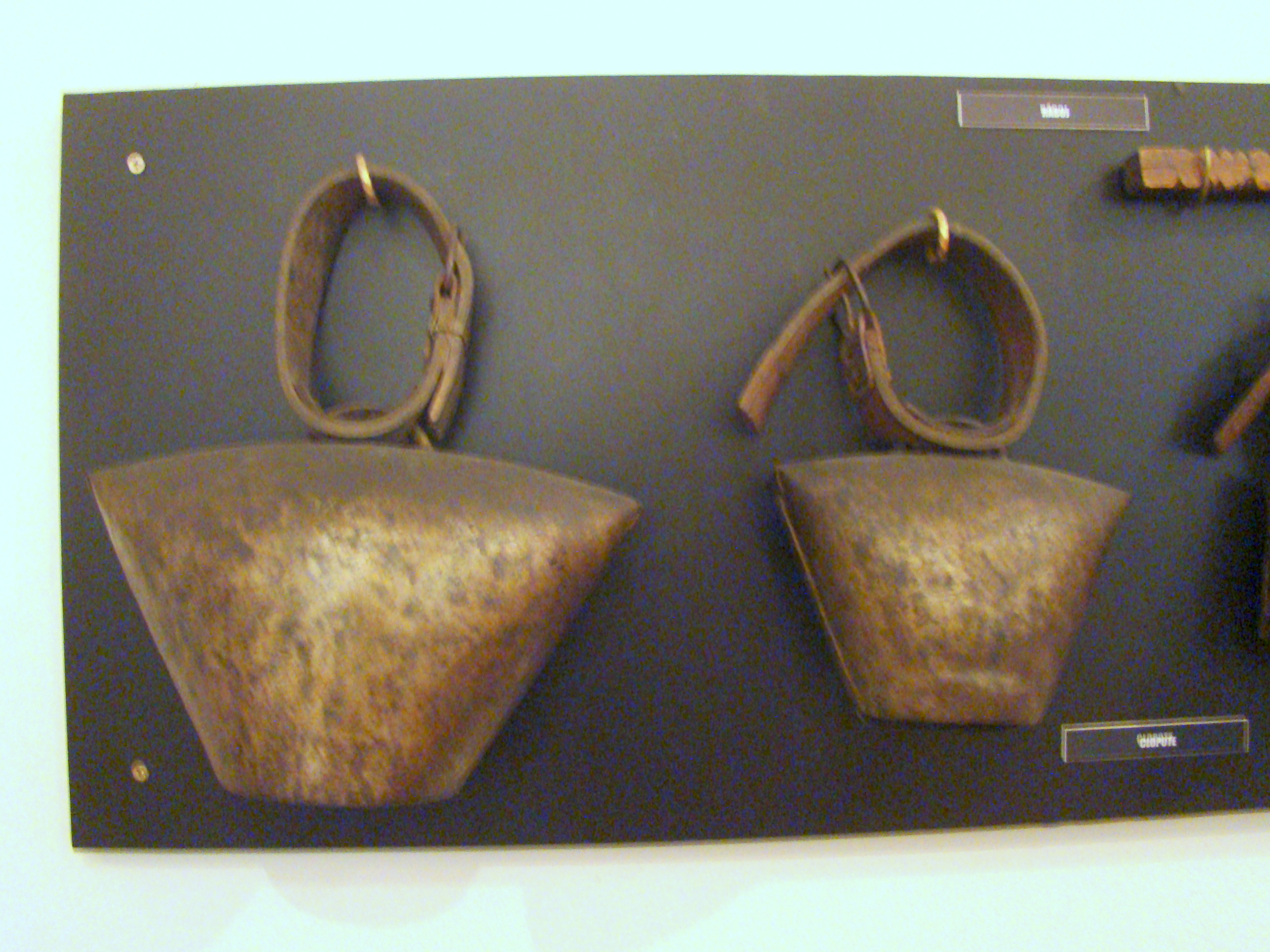
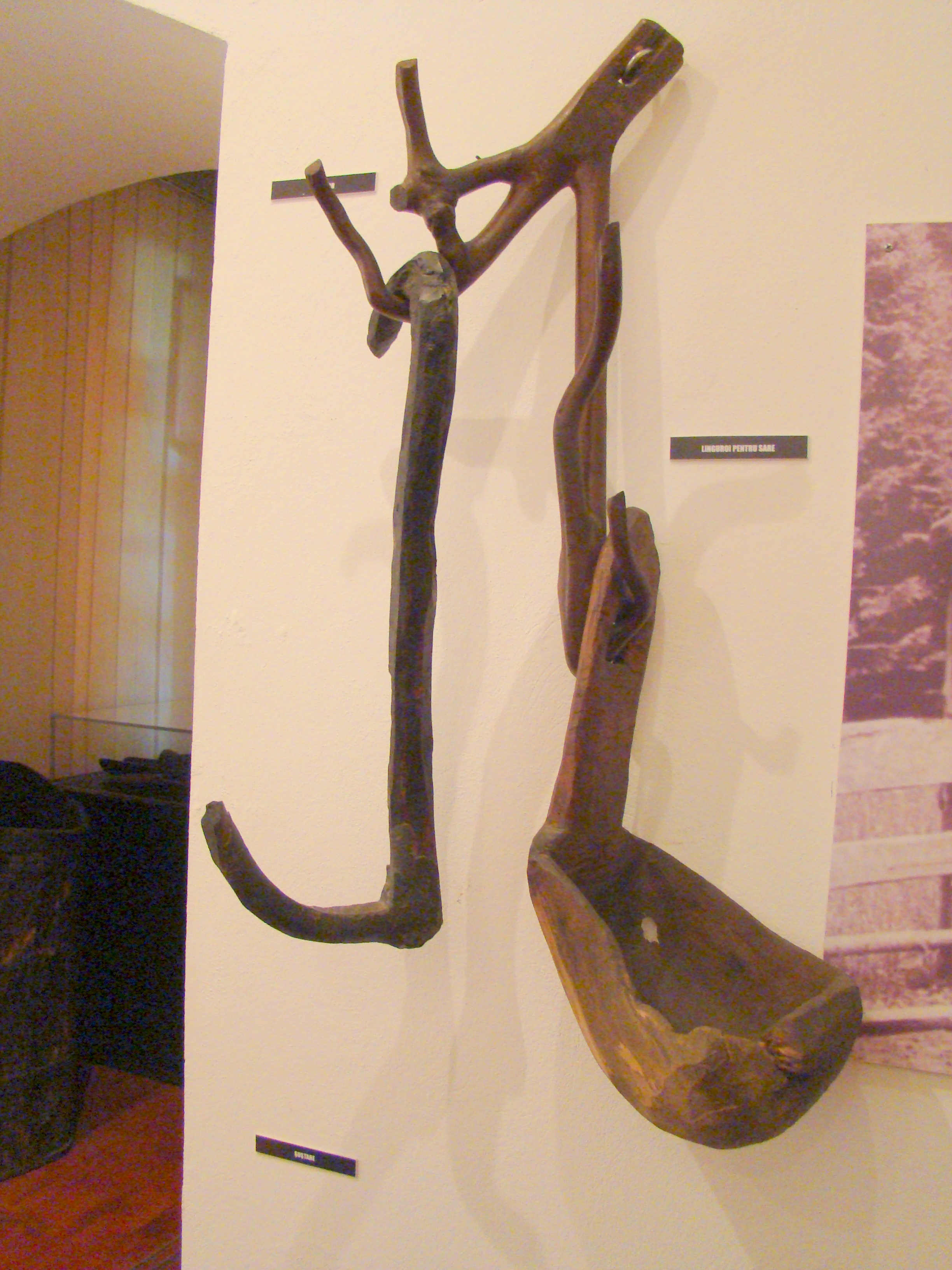
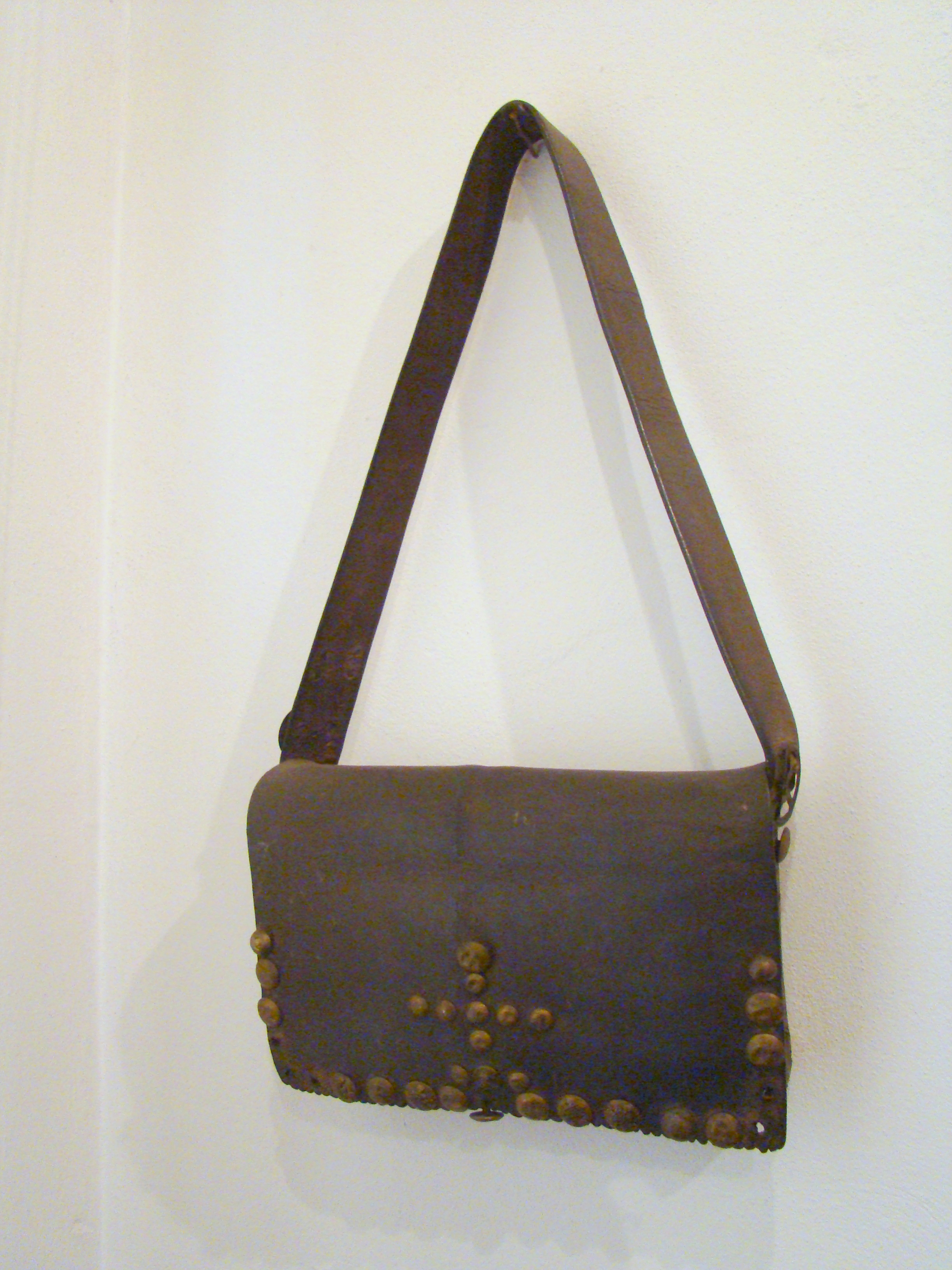
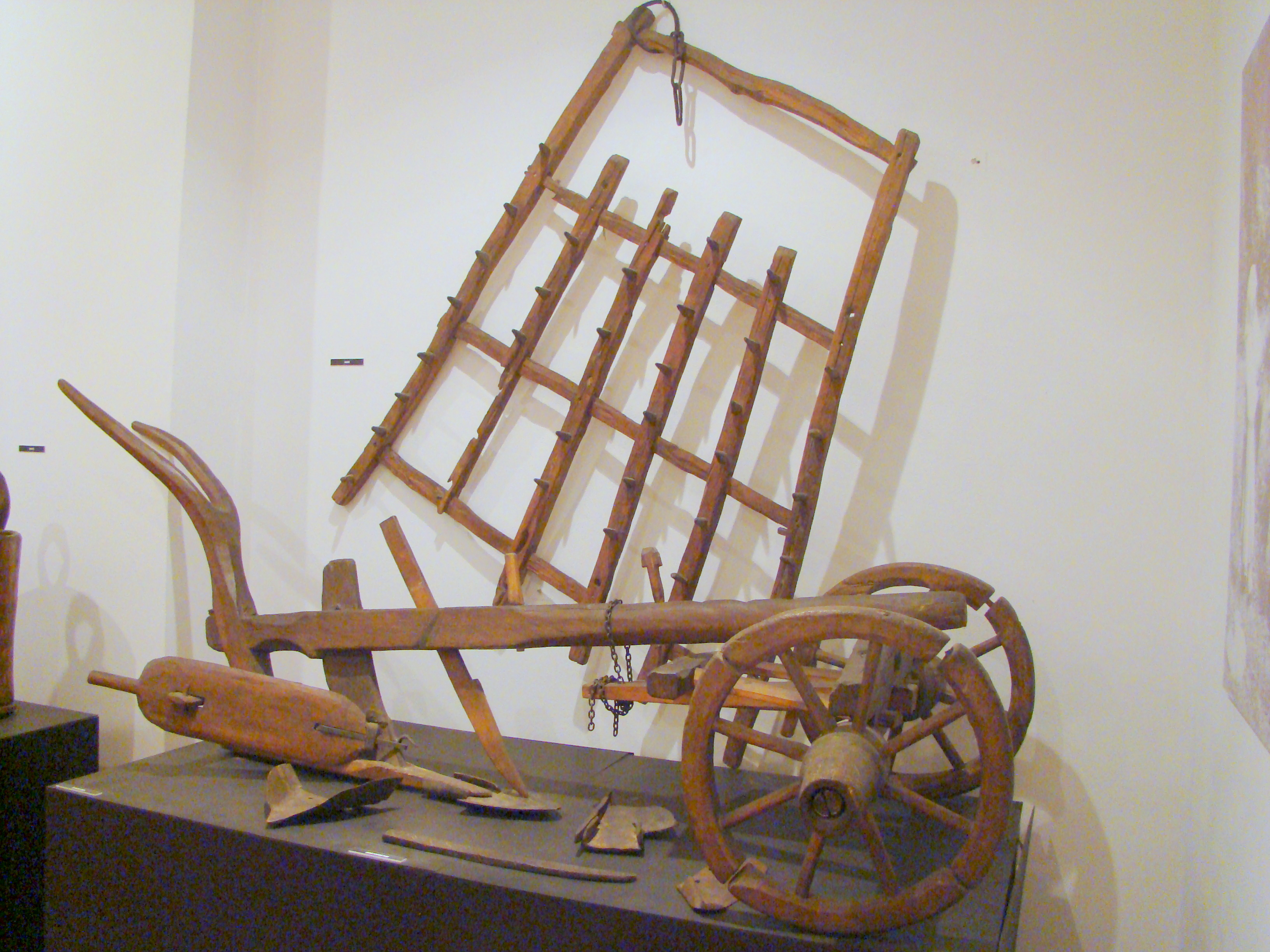
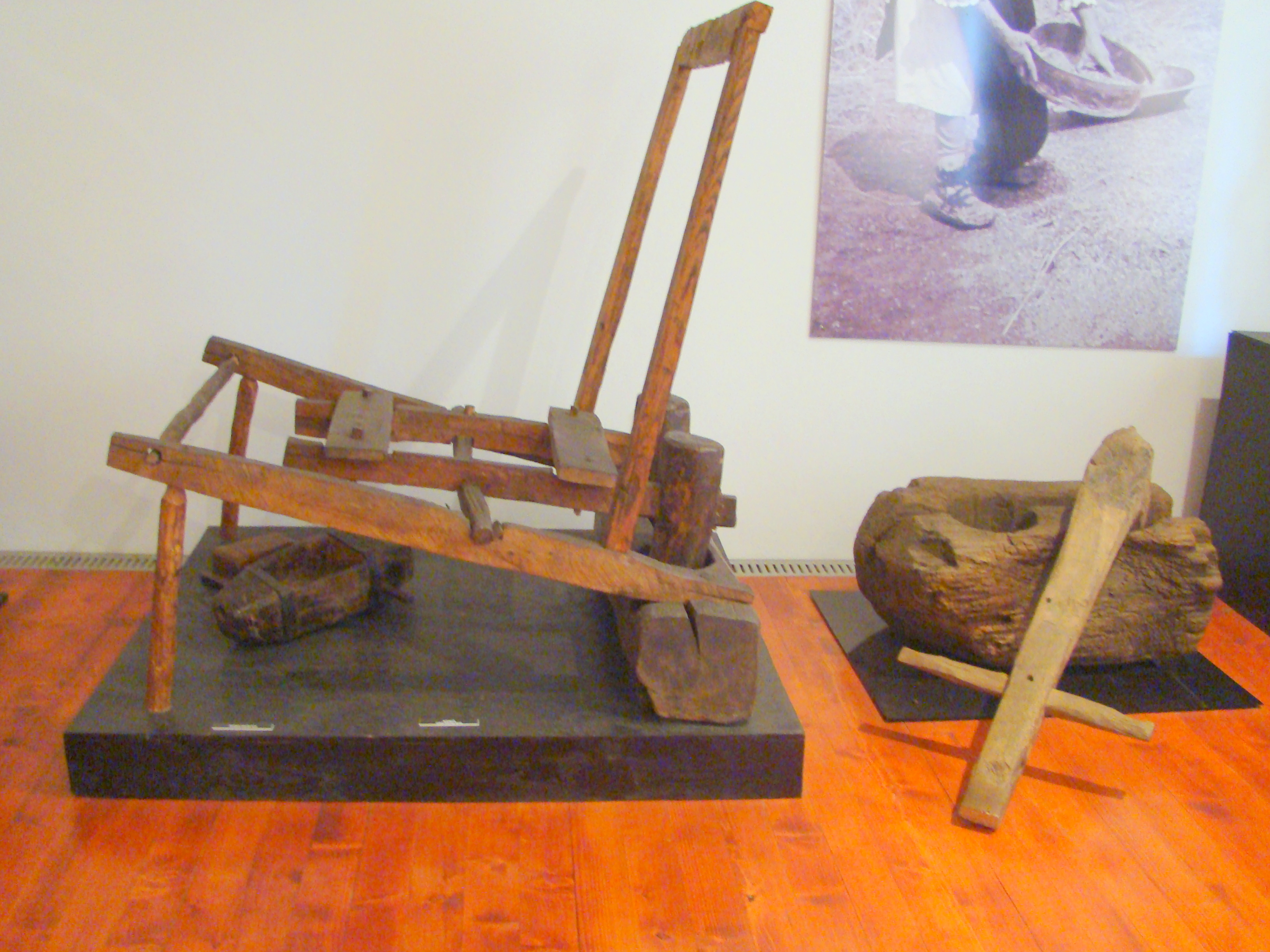
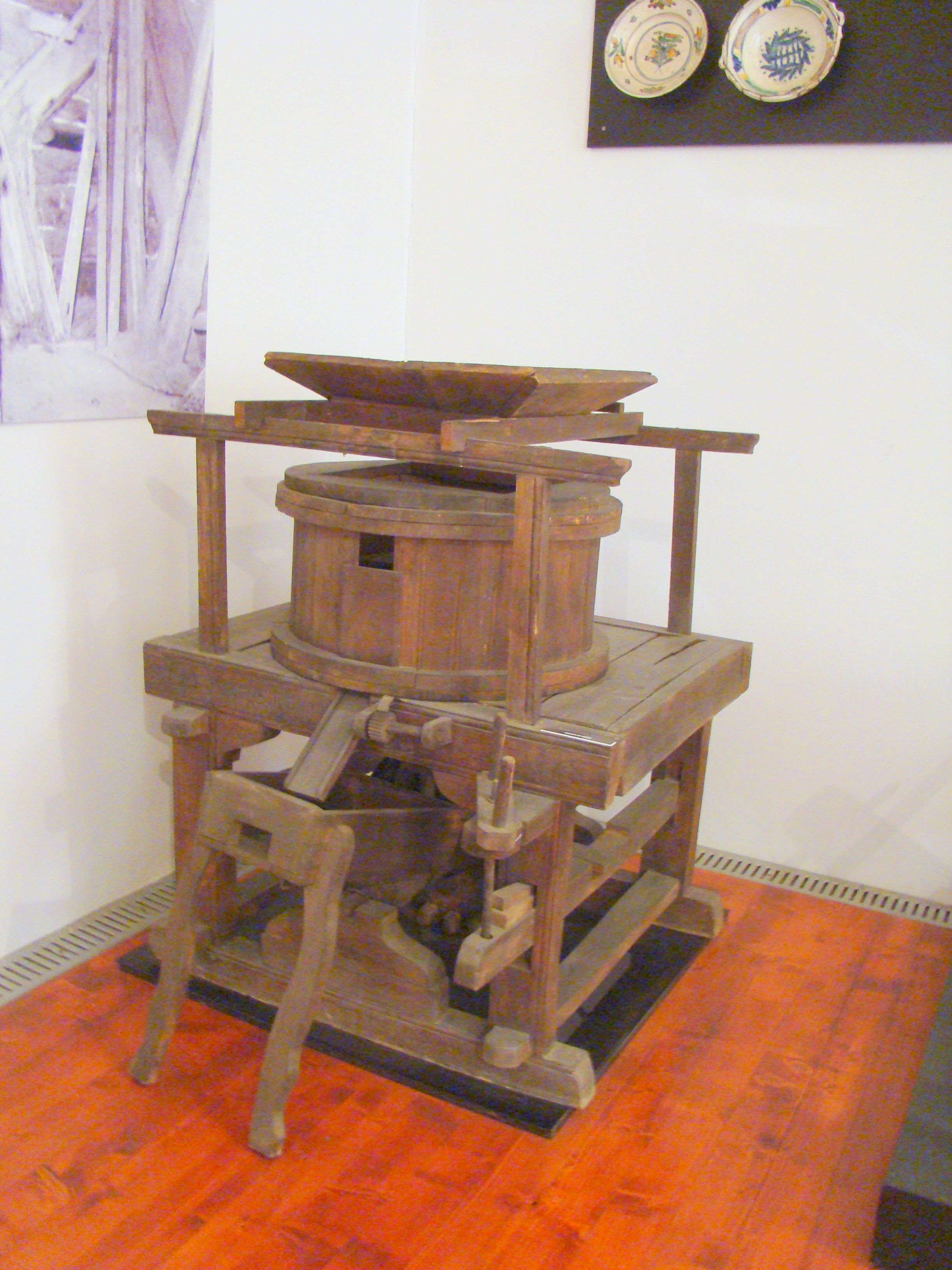
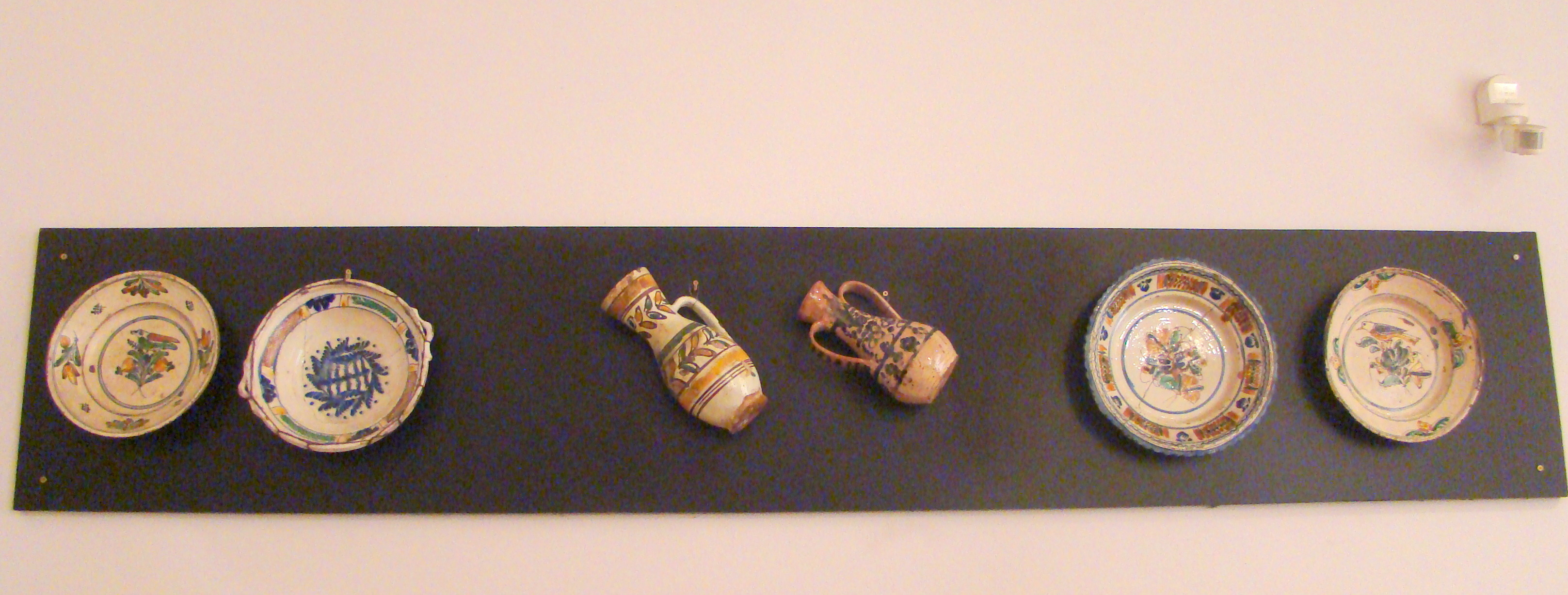
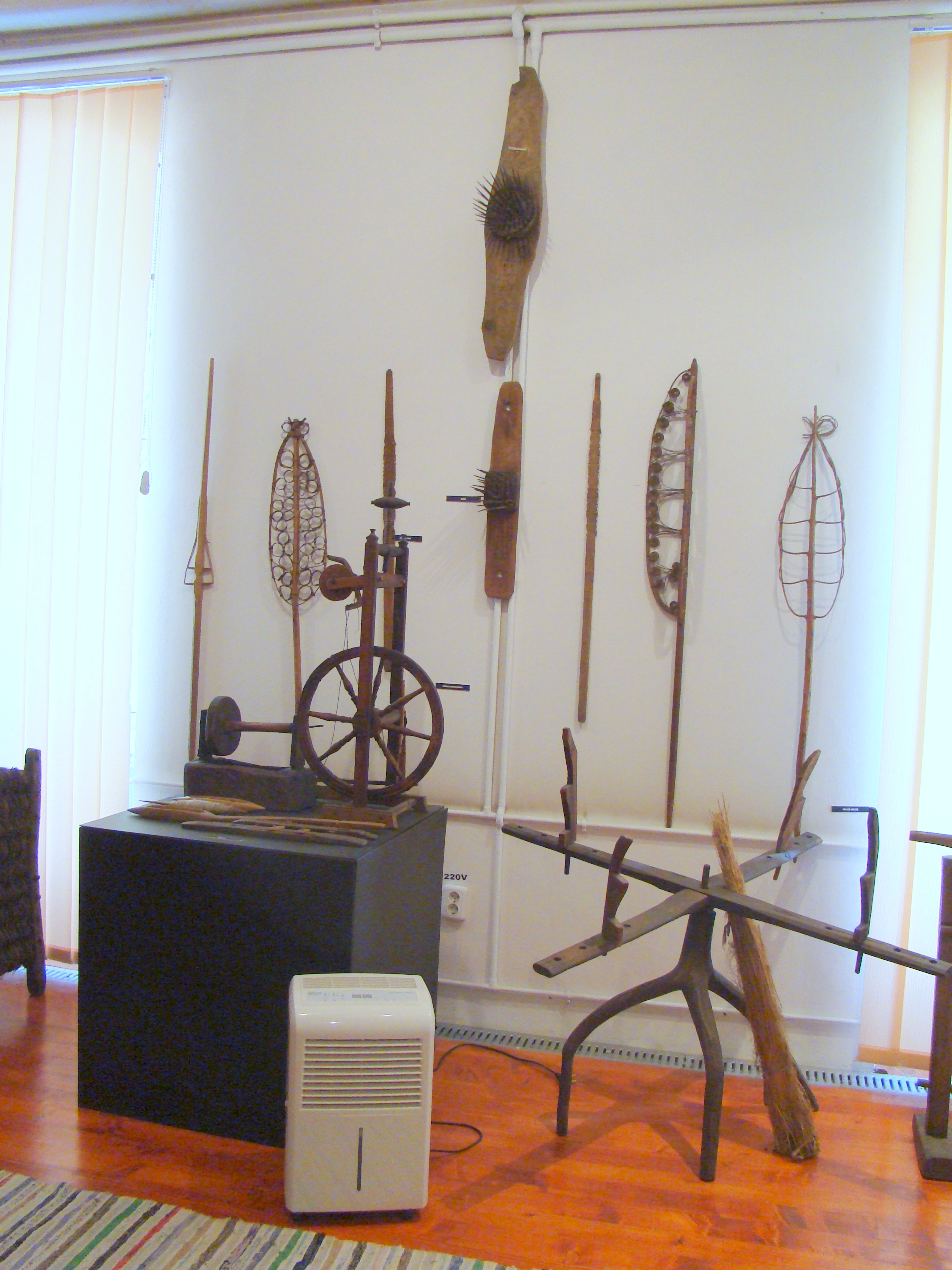
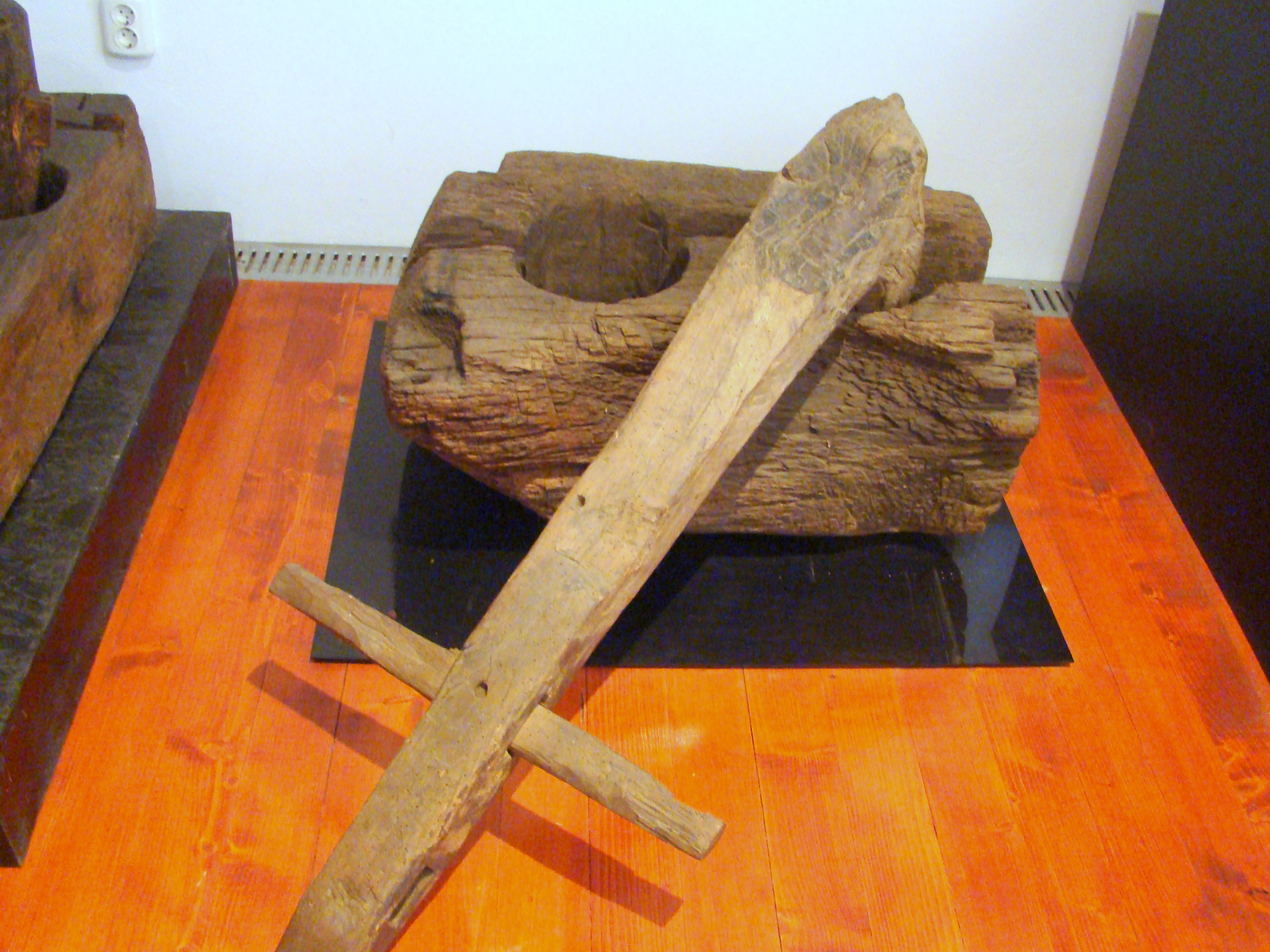
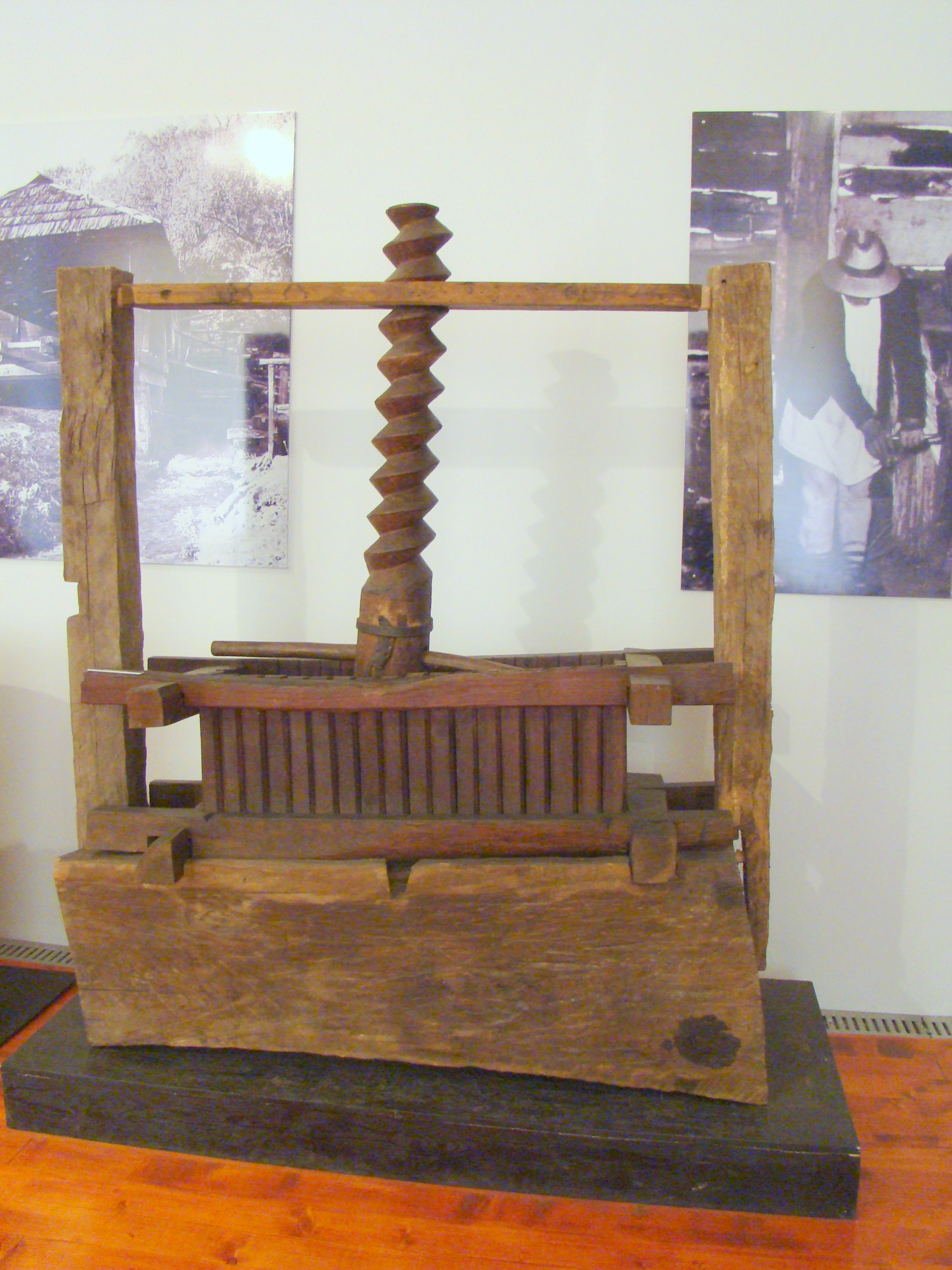
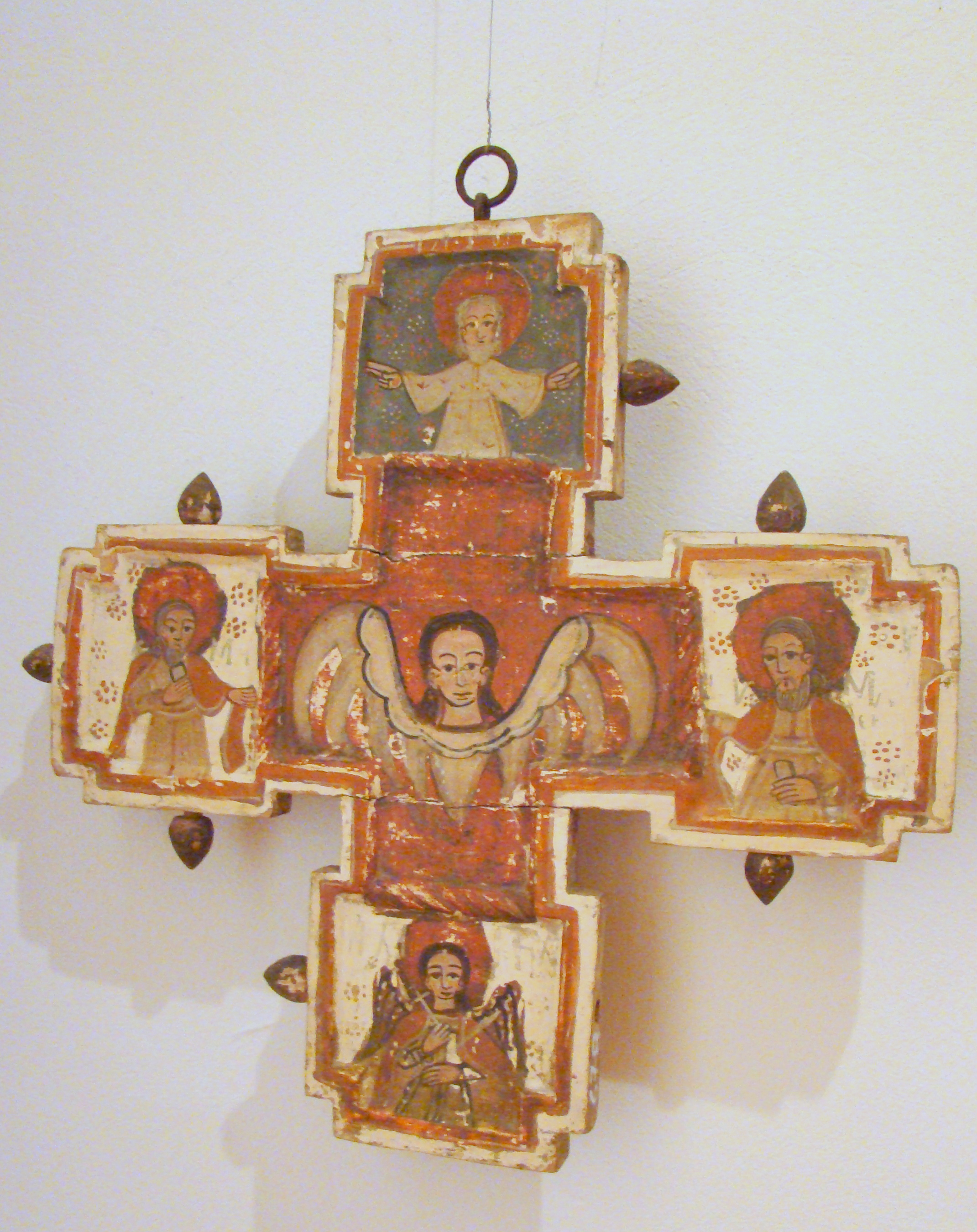
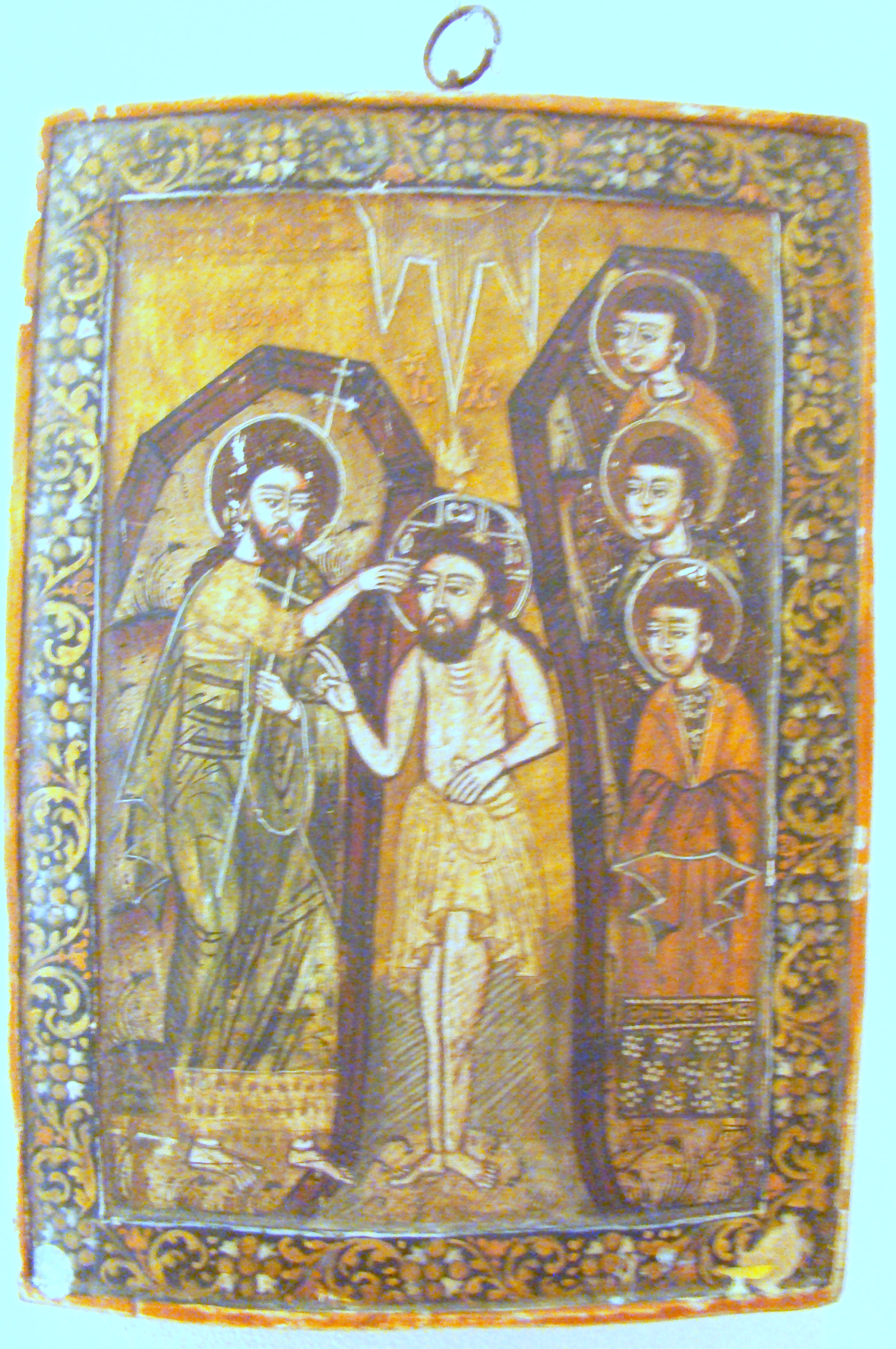
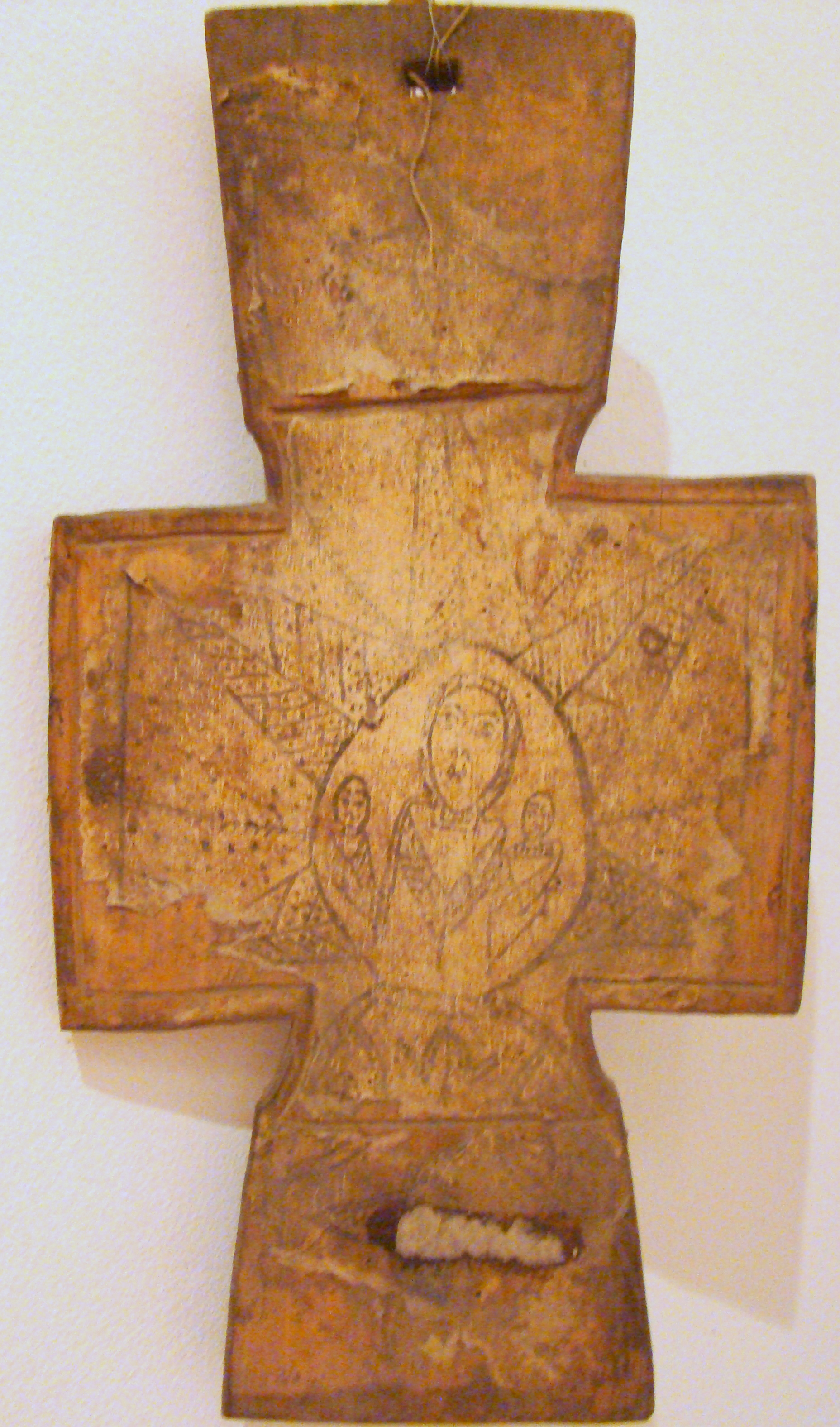
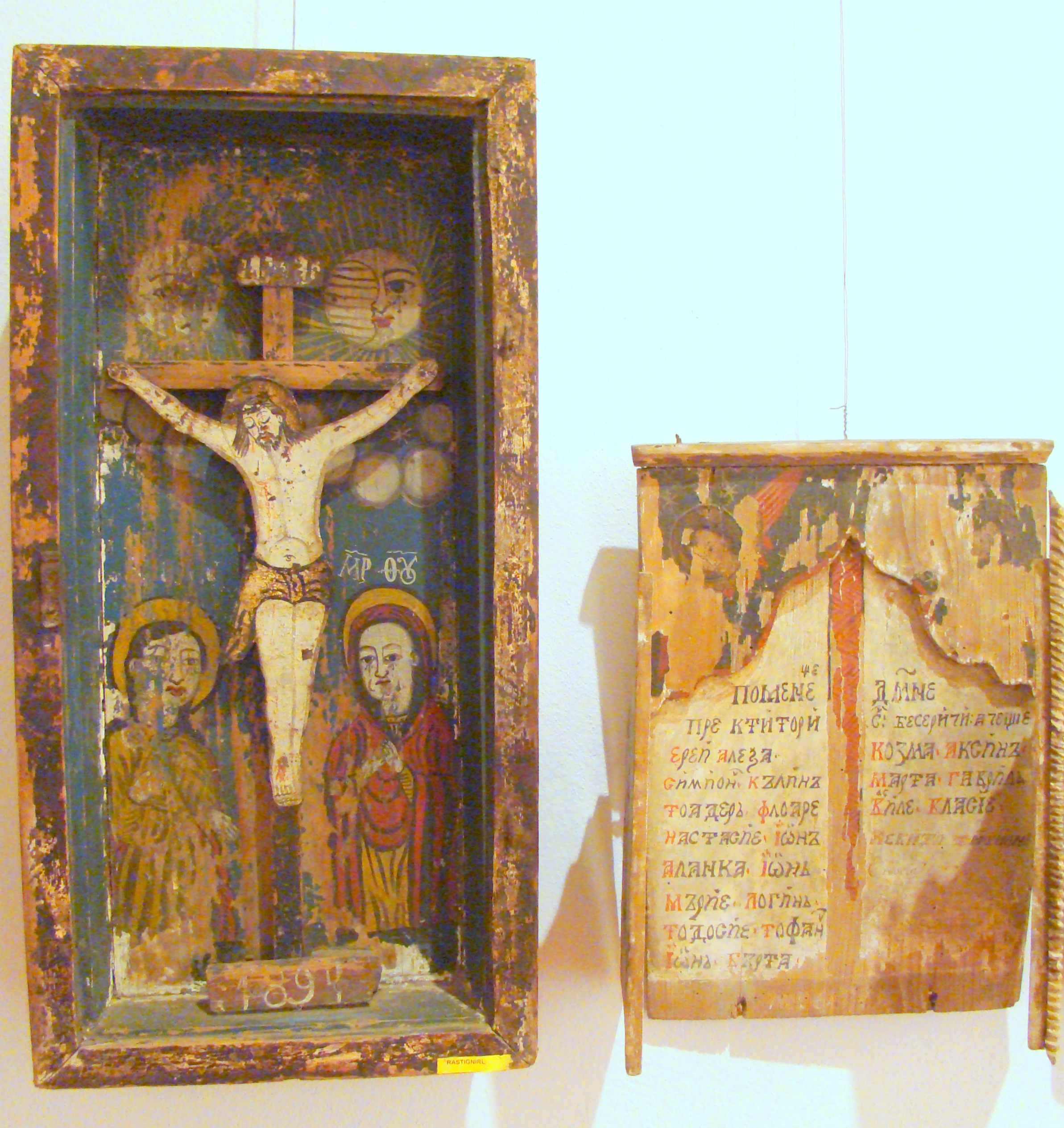
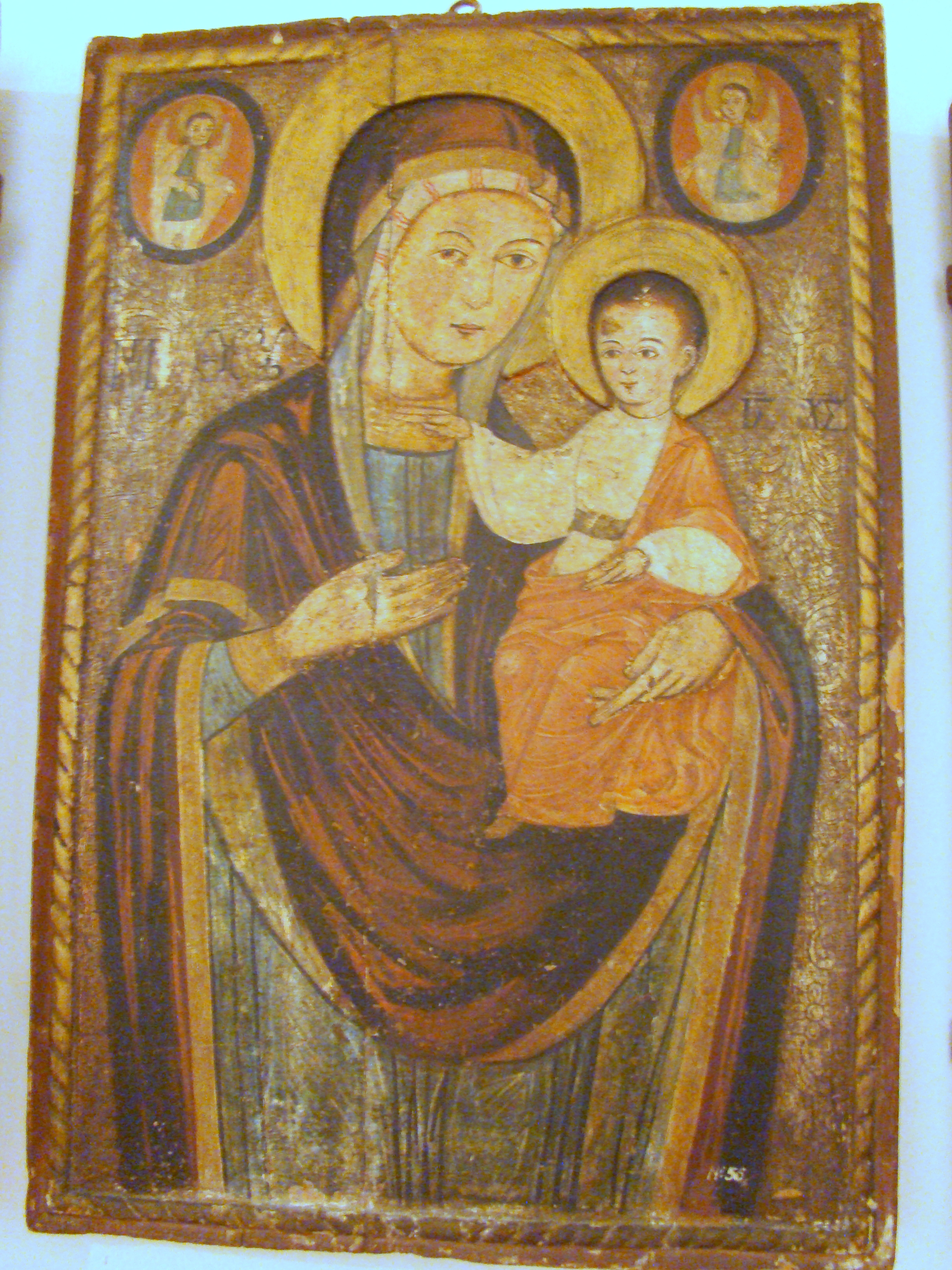
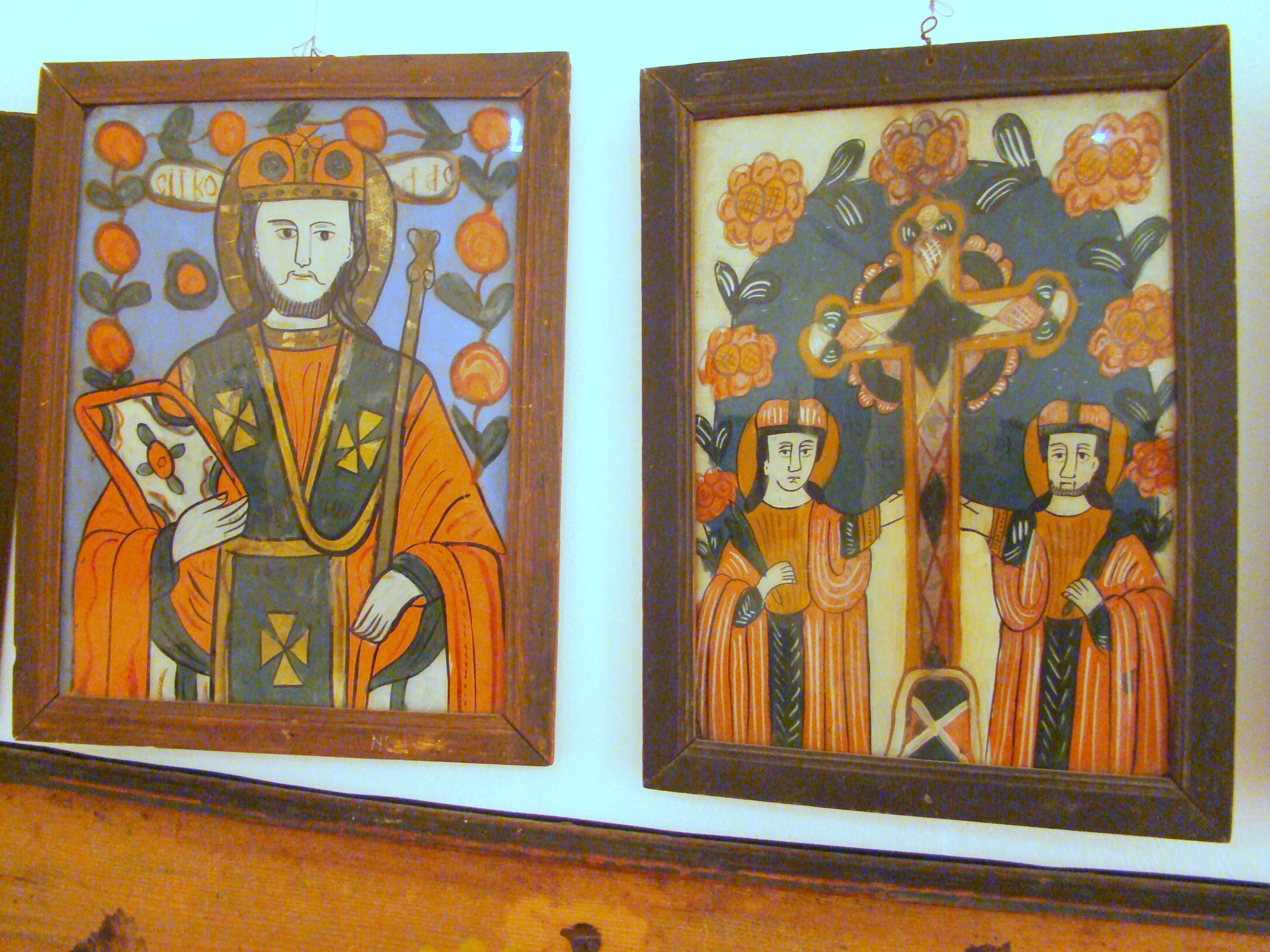
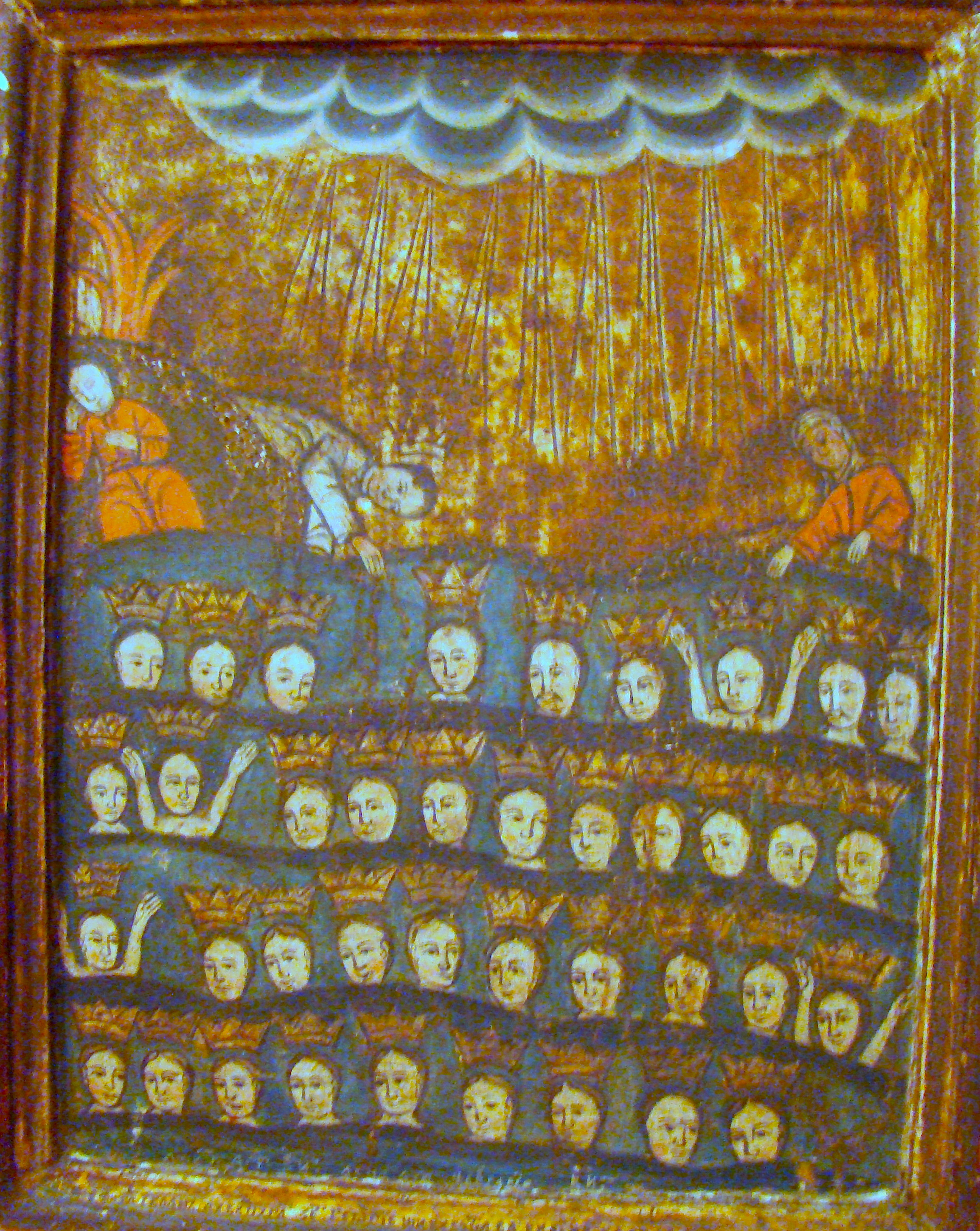
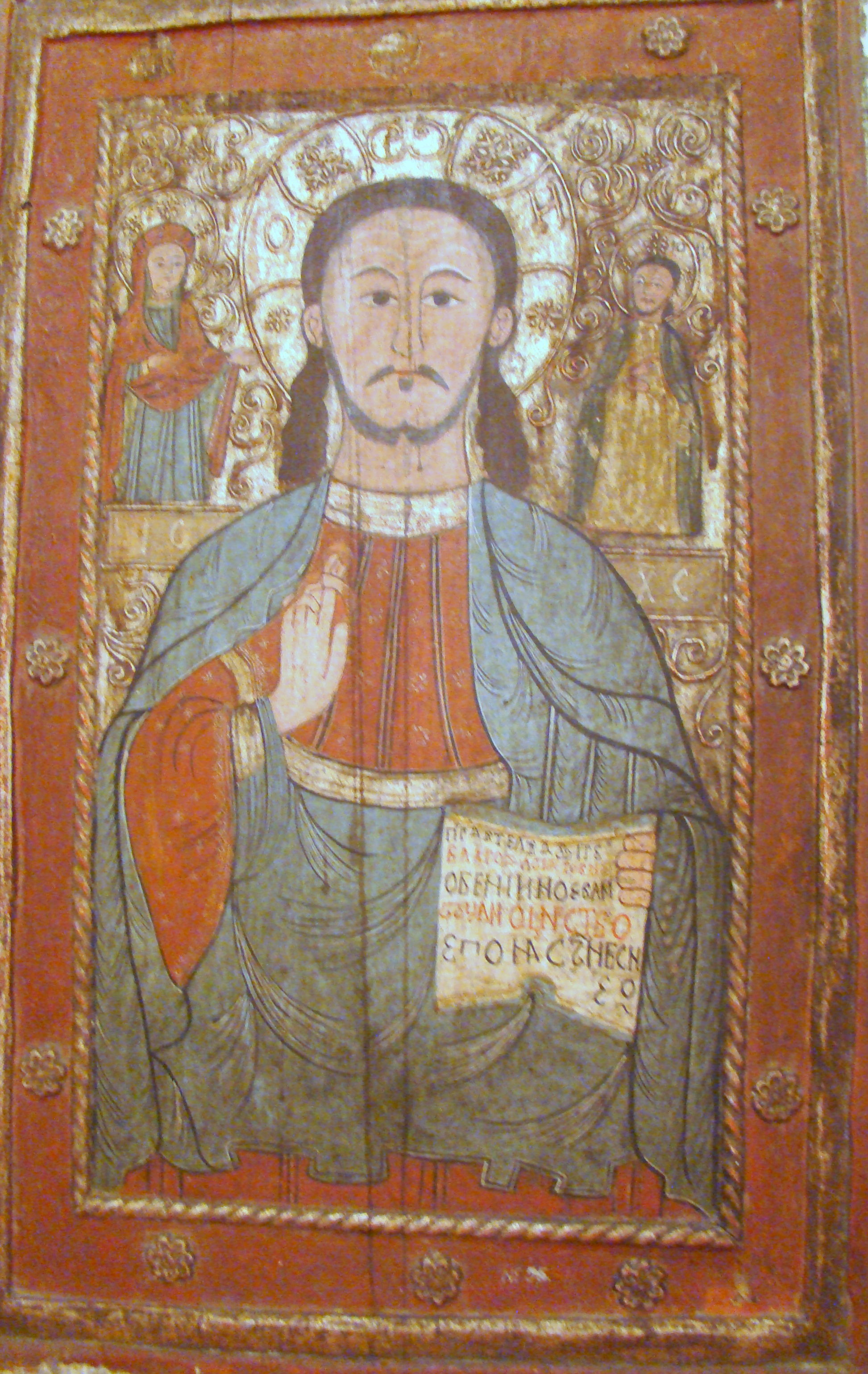
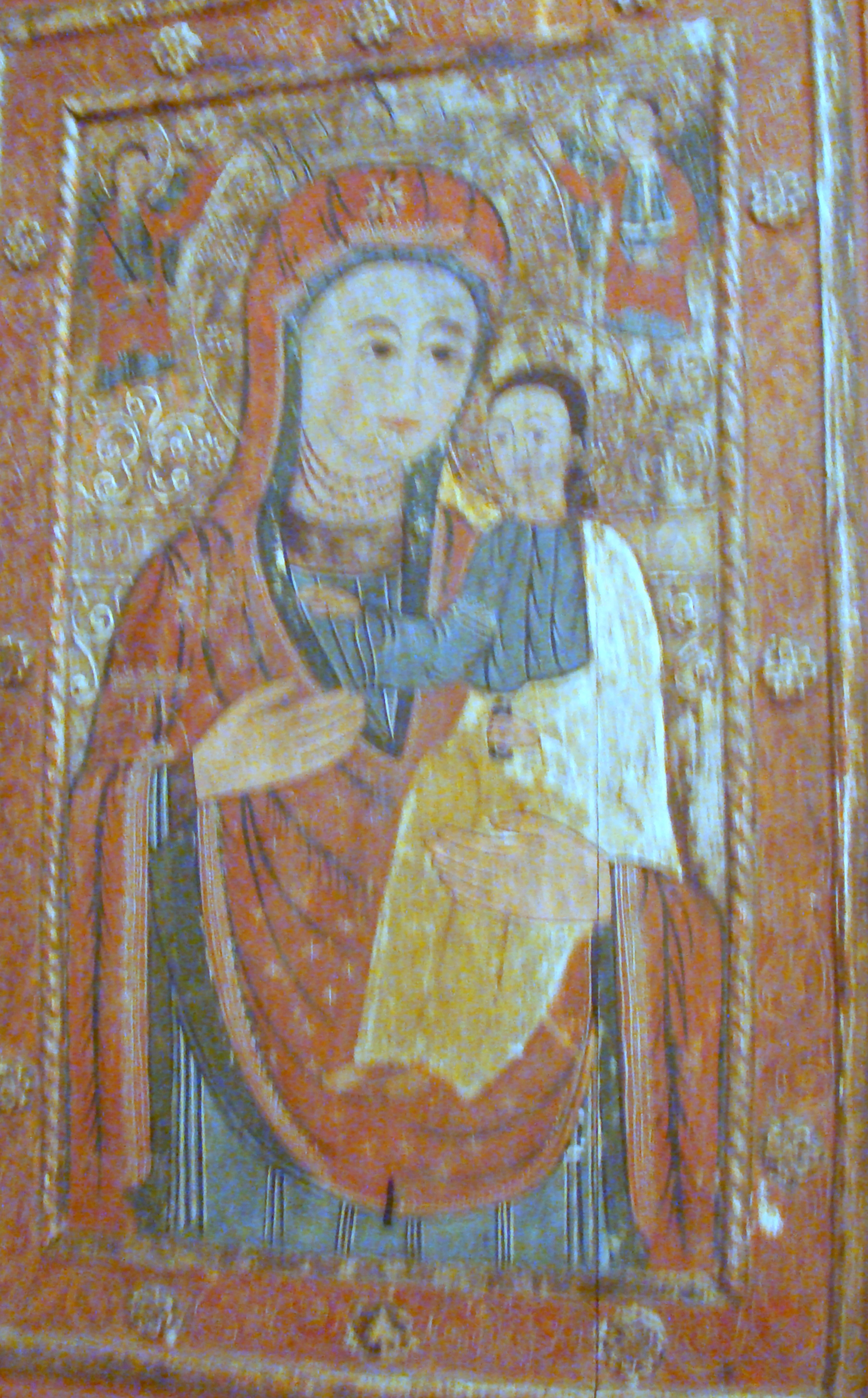
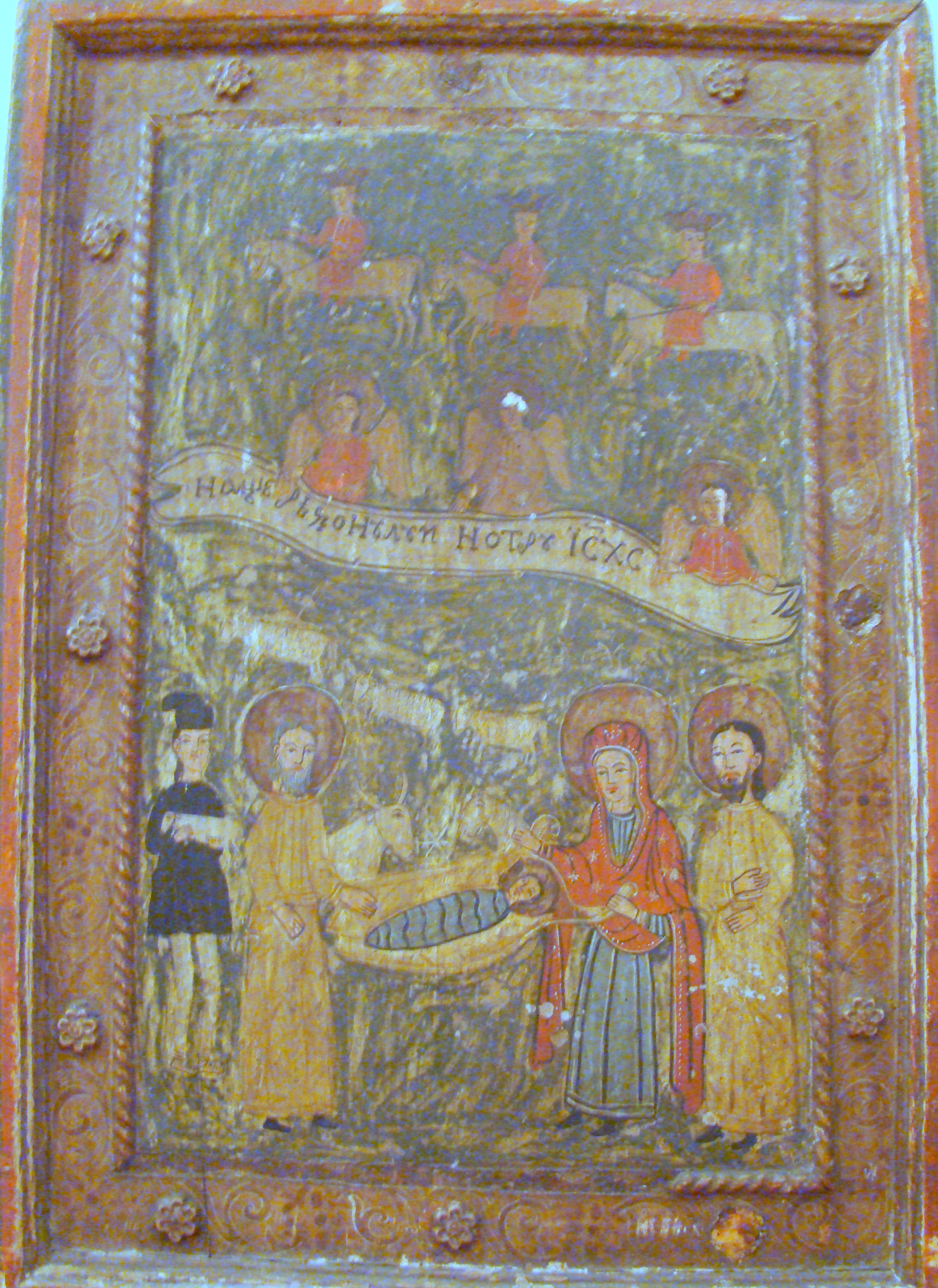